# 第二次世界大战轴心国领袖

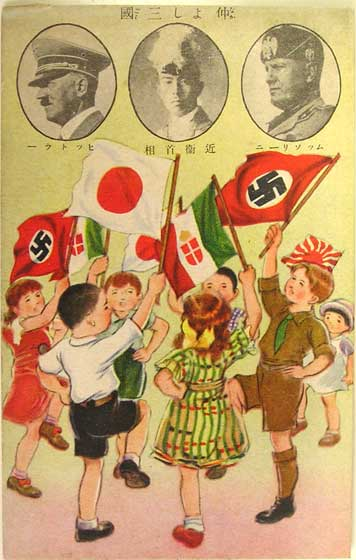
1938年，宣傳德意日軸心國的日本宣傳海報，圖上為三國的政府首脑（分別為希特勒、近衛文麿與墨索里尼）。

第二次世界大战軸心國领袖為第二次世界大战中軸心國的一些政府首脑和军事将领。

## 大德意志國

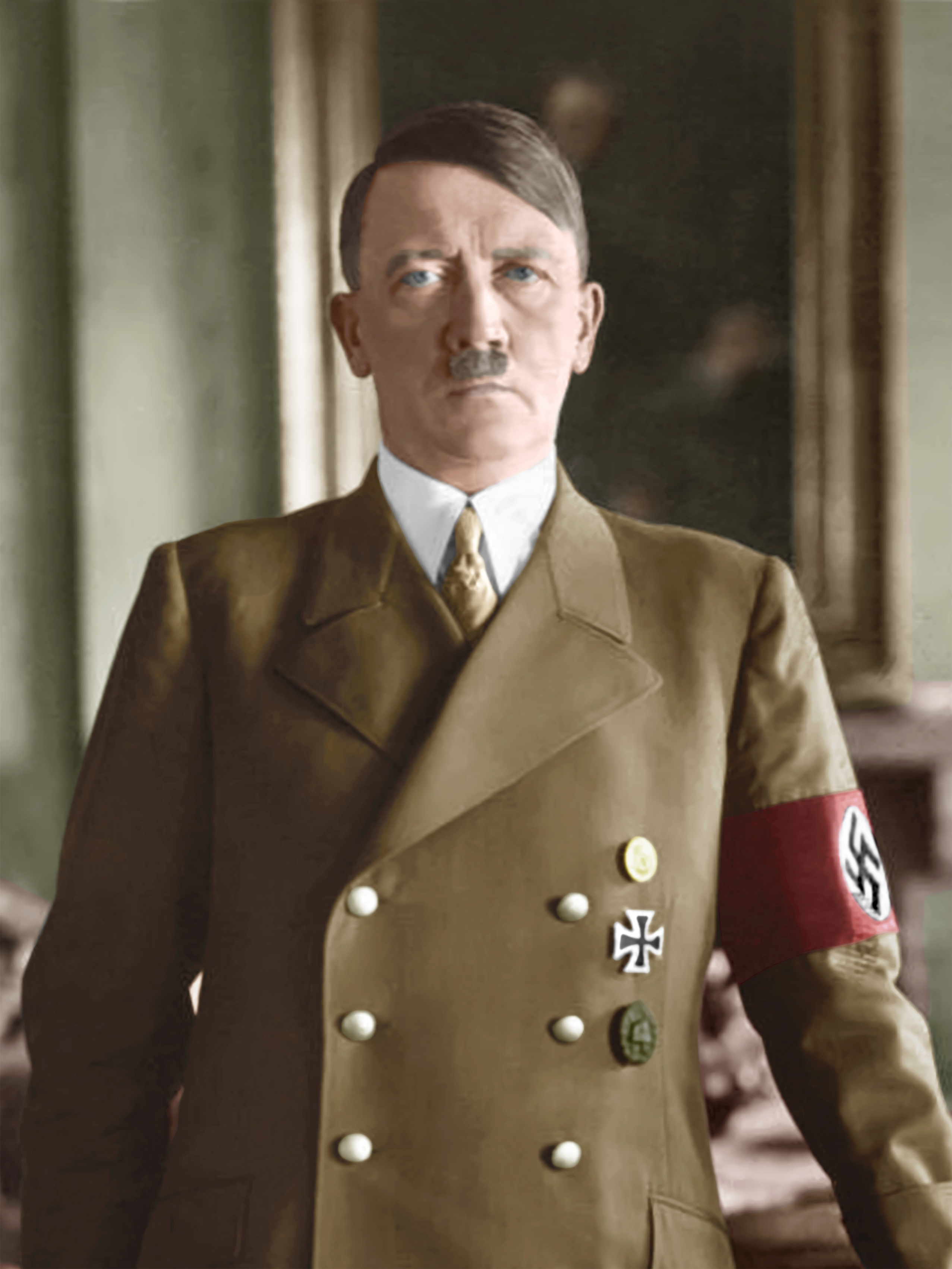
阿道夫·希特勒
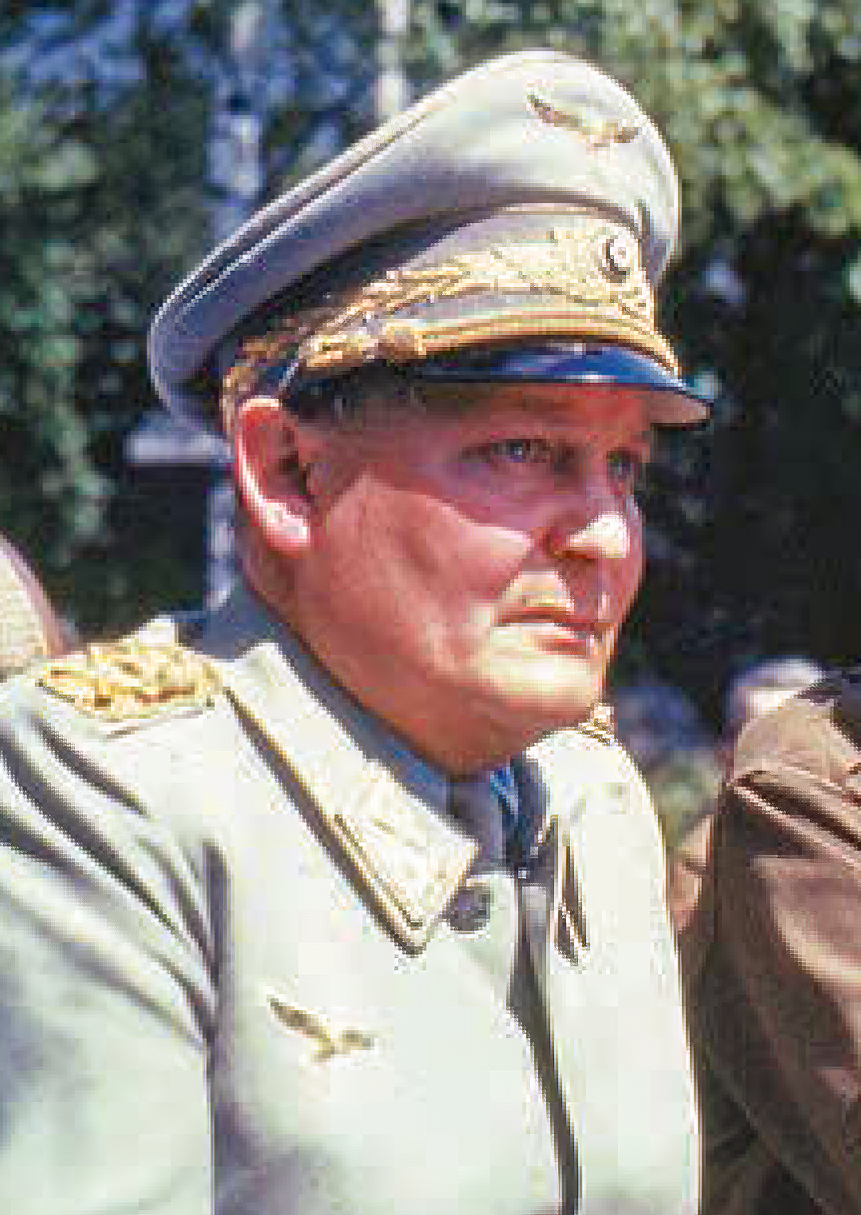
赫爾曼·戈林
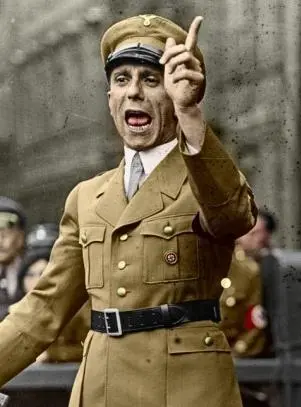
約瑟夫·戈培爾
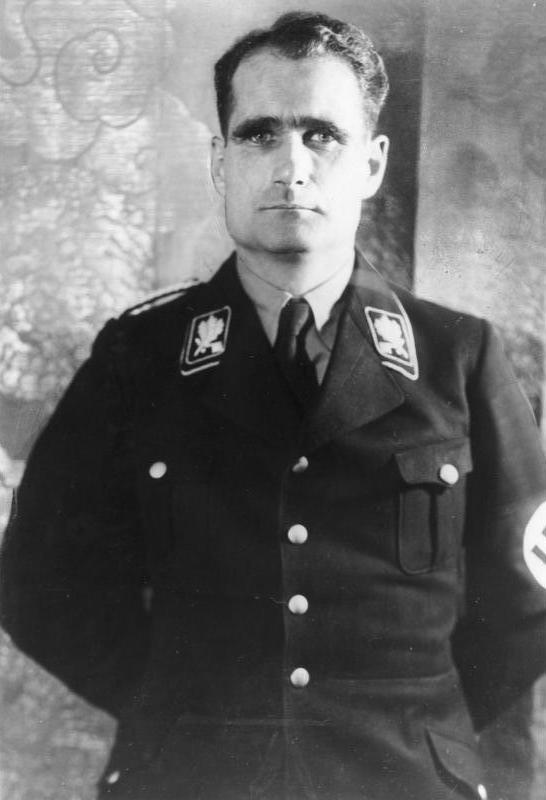
魯道夫·赫斯
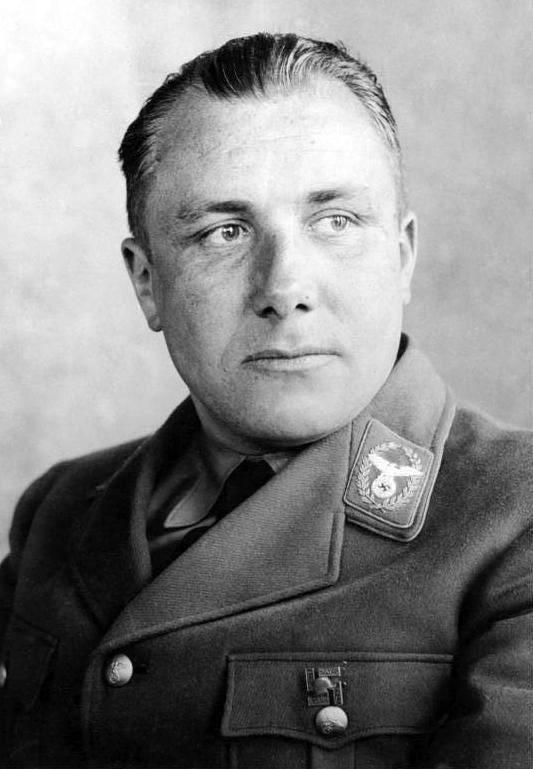
马丁·鲍曼
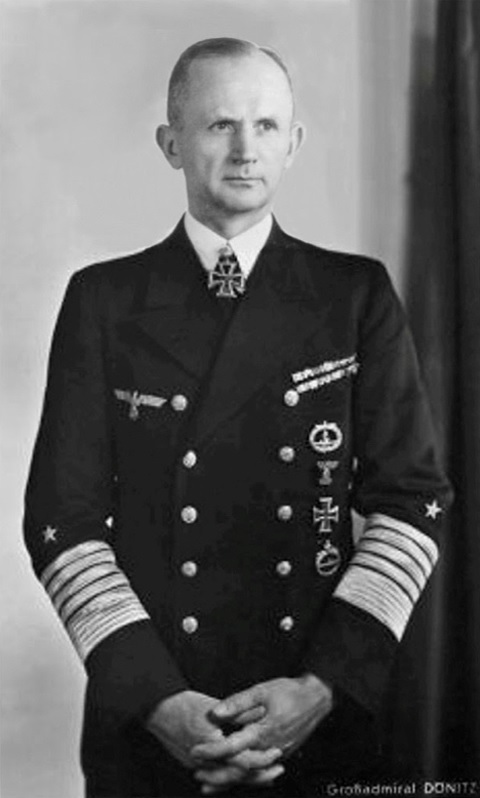
卡爾·鄧尼茲

- 阿道夫·希特勒

德意志國元首、納粹黨的黨魁。奧地利裔德國政治人物，1921年成為納粹黨黨魁，1933年被任命為德國總理，1934年成為德國元首。第二次世界大戰期間，他兼任德國武裝力量最高統帥，他被公認為是二戰的主要發動者。
- 赫爾曼·戈林

元首的心腹。德國空軍總司令、帝國議會議長、帝國元帥，納粹黨的第2號人物，元首指定的接班人，在執行死刑前服毒自殺。
- 魯道夫·赫斯

元首的心腹。納粹黨的副元首，早年跟隨元首參加了啤酒館暴動，獄中完成由元首口述、赫斯筆記的《我的奮鬥》。赫斯於戰時搭乘飛機前往英國時被俘，二戰後判處終身監禁。
- 約瑟夫·戈培爾

元首的心腹。任職德國的宣傳部長，最後據元首的遺書被任命為帝國總理、服毒自殺。
- 卡爾·鄧尼茲

德國潛艇艦隊總司令，戰末時，鄧尼茲受到元首的指明，成為帝國總統和武裝力量總司令，他出任此職位約20多天，之後向同盟國投降，於紐倫堡審判中被作為戰犯，判處10年監禁。
- 海因里希·希姆萊

元首的心腹。帝國黨衛隊首領兼內政部長，創立武裝黨衛軍和執行猶太人大屠殺，在被盟軍俘虜時服毒自殺。
- 莱因哈德·海德里希

布拉格屠夫、波希米亞和摩拉維亞保護國副總督、國家安全部部長。1942年被暗殺。
- 阿尔伯特·斯佩尔

德國建築師、帝國軍火及戰爭部長和經濟強人，斯佩尔因為他的建築師技藝在初入納粹黨時深受希特勒喜愛，因此成為了元首的心腹和知己並在國及黨內有一定地位和影響力。元首自殺前幾天，史佩爾冒着蘇軍的炮火，從鄧尼茨的弗倫斯堡飛抵被圍困的柏林，和元首做了最後告別。德國投降時被盟軍俘獲，因為證明了自己和猶太人大屠殺「無關」而不用死刑，只被判監20年。
- 约阿希姆·冯·里宾特洛甫

帝國外交部長，曾簽訂著名的蘇德互不侵犯條約，戰後紐倫堡審判被作為戰犯，判處絞刑。
- 马丁·鲍曼

：元首的個人秘書，魯道夫·赫斯在英國被俘獲後成為納粹黨黨務中心的領導人（副元首）。因為受元首重用，因此在國及黨內有一定地位和影響力。戰後自殺。
- 威廉·凱特爾

陸軍元帥，戰時擔任德軍最高統帥部部長，戰後紐倫堡審判被作為重大戰犯，判處絞刑。
- 阿爾弗雷德·約德爾

德意志國防軍最高統帥部作戰部長，為威廉·凱特爾的副手，判處絞刑。
- 埃爾溫·隆美爾

在第二次世界大戰的北非戰場中，軍事行動迅速、風格果斷，能以寡勝多，遂獲「沙漠之狐」的稱號，在7月20日密謀案中被迫服毒自殺。
- 格特·馮·倫德施泰特

陸軍元帥，指揮德軍於二戰的多場重大戰役。
- 埃里希·馮·曼施坦因

陸軍元帥，在東線戰場擔任南方集團軍群的司令官。
- 海因茨·古德里安

陸軍一級上將，德軍裝甲部隊的主要建設者之一。
- 赫爾曼·霍特

是第二次世界大戰的德國一級上將，是著名的裝甲戰專家，於法國戰役、蘇德戰爭時指揮第4裝甲軍團參加德國對蘇聯全面作戰的巴巴羅薩作戰，及攻擊蘇聯首都莫斯科的「颱風作戰」，及稍晚的1942年東戰場德意志國防軍戰鬥及代號「藍色行動」之對蘇的夏季攻勢。
- 瓦爾特·莫德爾
- 費迪南德·舍納爾
- 恩斯特·卡尔滕布伦纳
- 威廉·卡纳里斯
- 阿尔弗雷德·罗森堡
- 弗朗兹·哈尔德
- 库尔特·蔡茨勒
- 瓦尔特·冯·布劳希奇
- 埃里希·雷德尔
- 费多尔·冯·博克

## Empire of Japan

昭和天皇
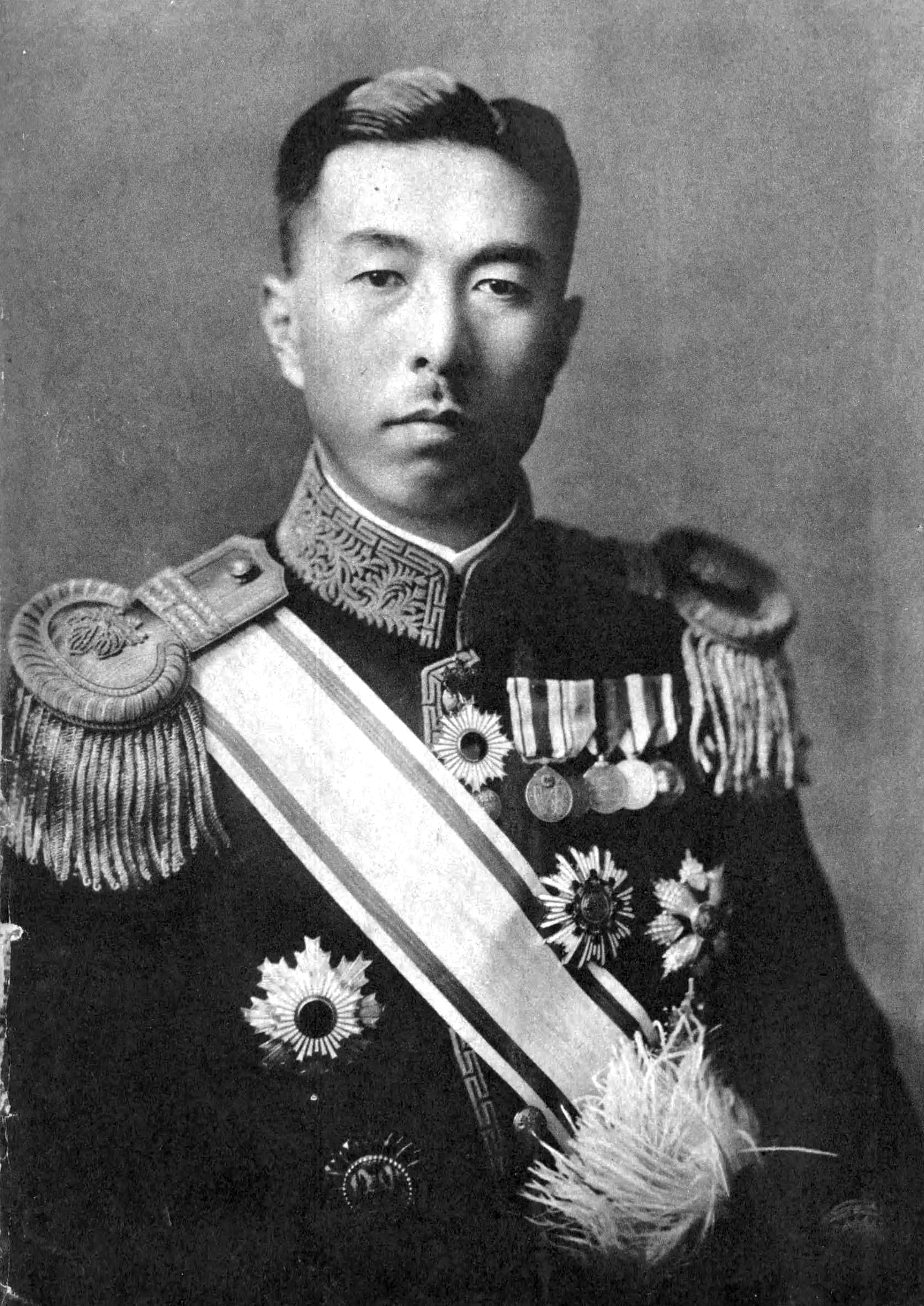
近衞文麿
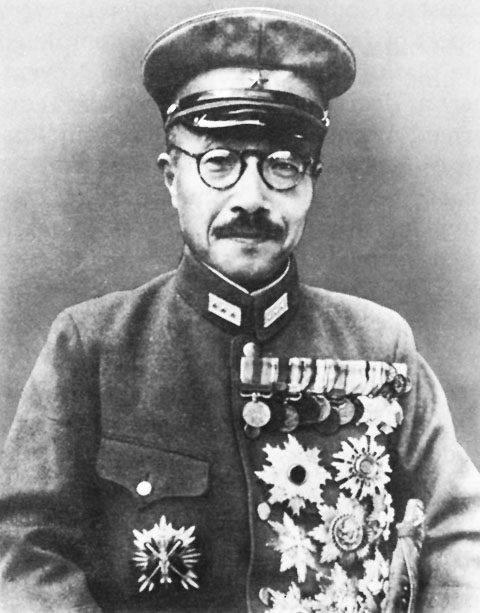
東條英機
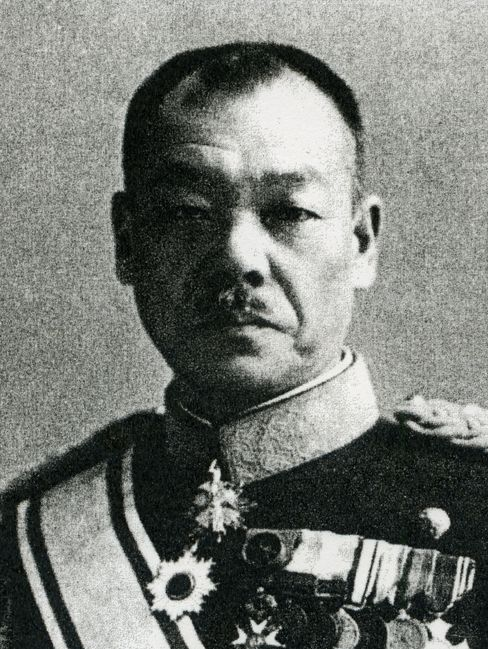
小磯國昭
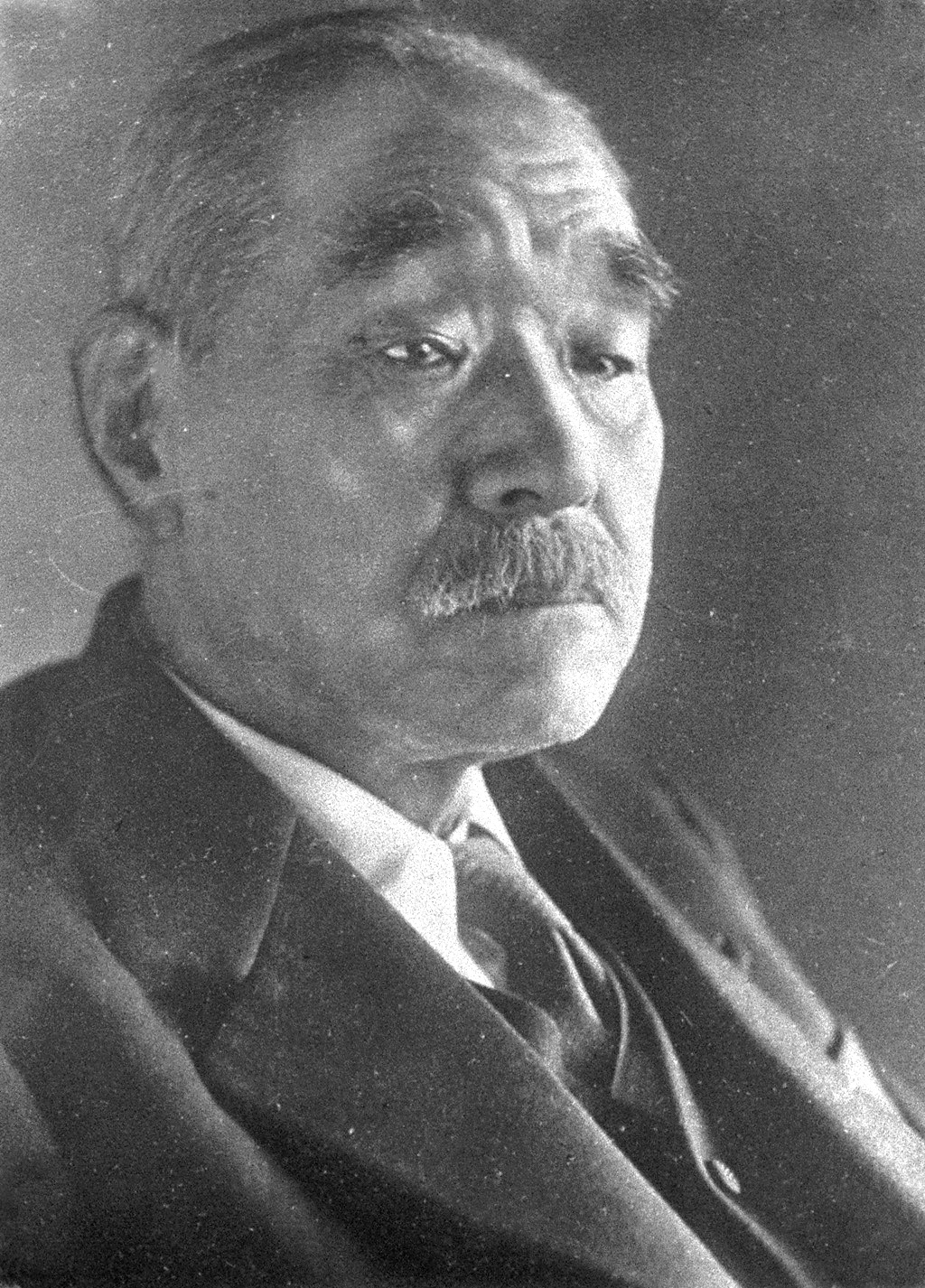
鈴木貫太郎

## 義大利王國（1940年-1943年）、義大利社會共和國（1943年-1945年）

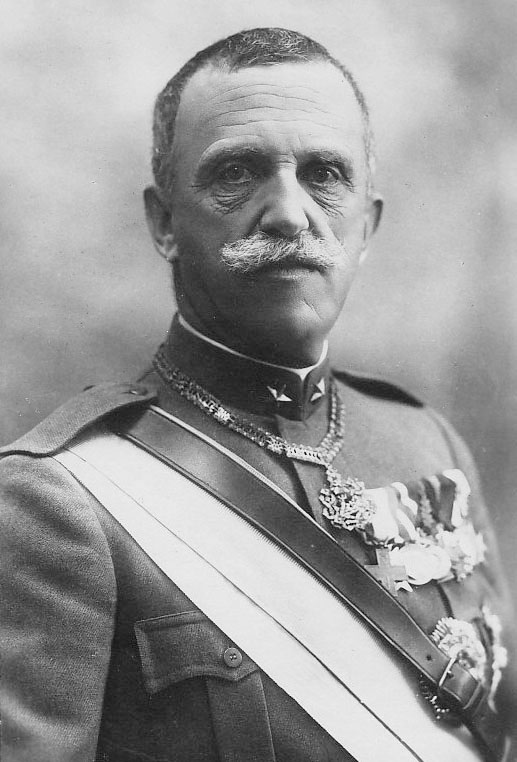
維多·伊曼紐三世
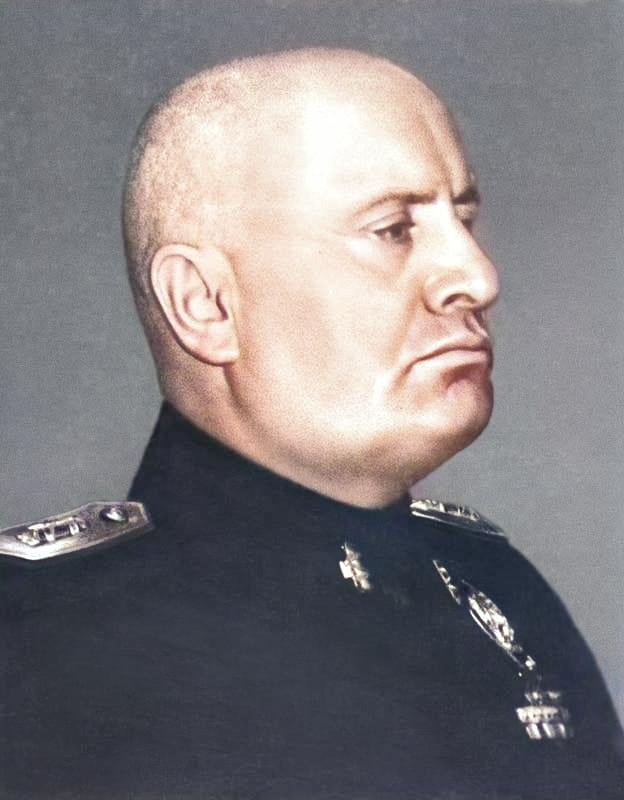
貝尼托·墨索里尼
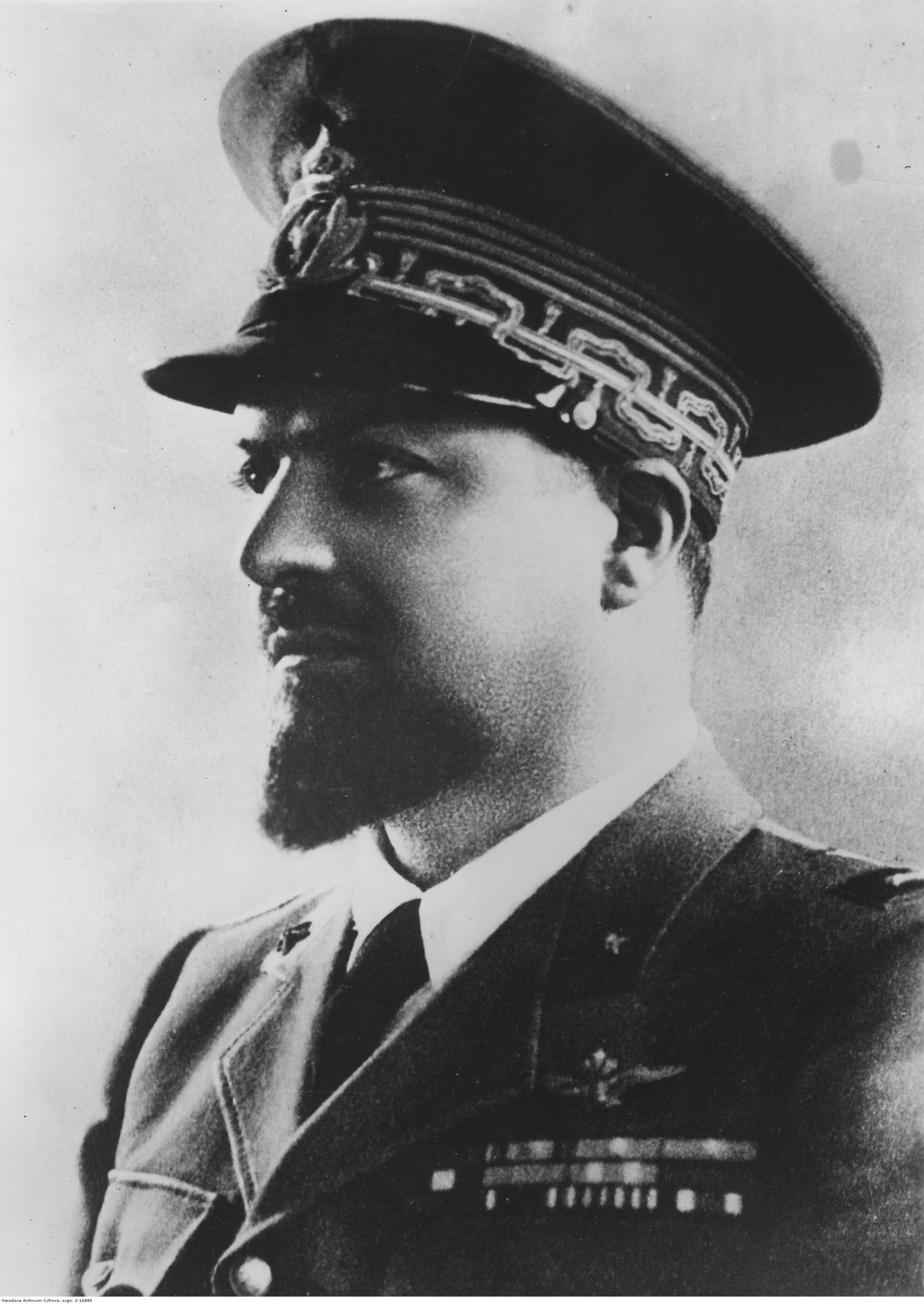
伊塔洛·巴爾博
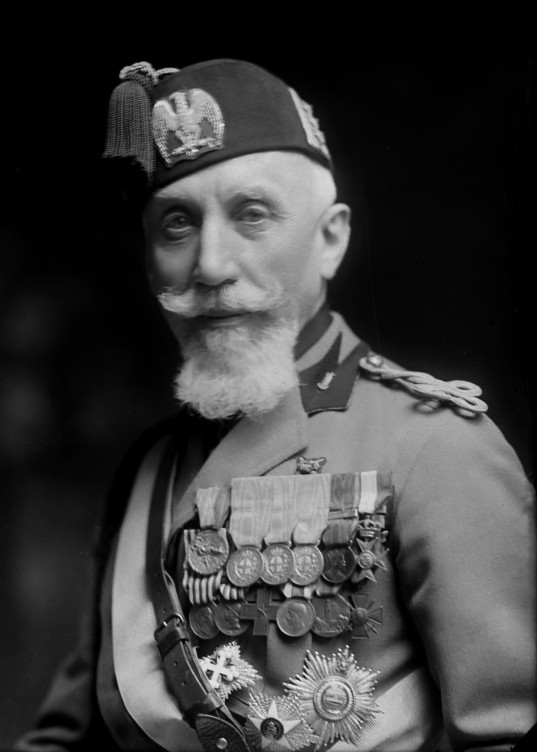
埃米利奧·德博諾
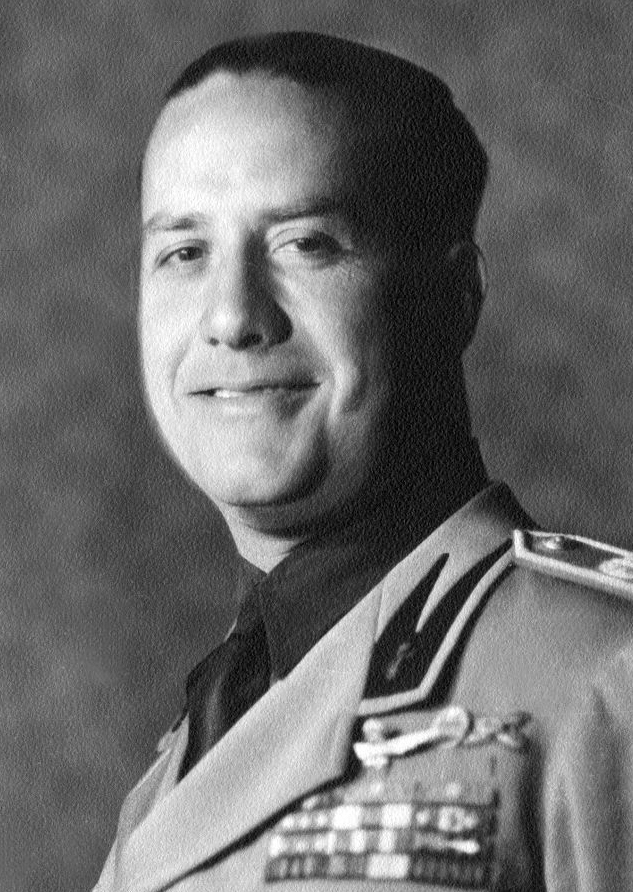
加萊阿佐·齊亞諾
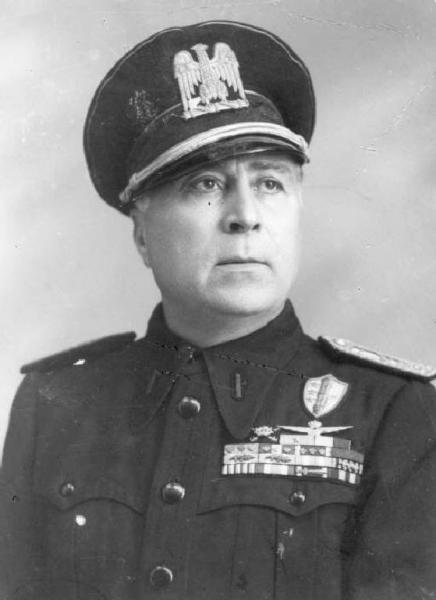
羅伯托·法里納奇
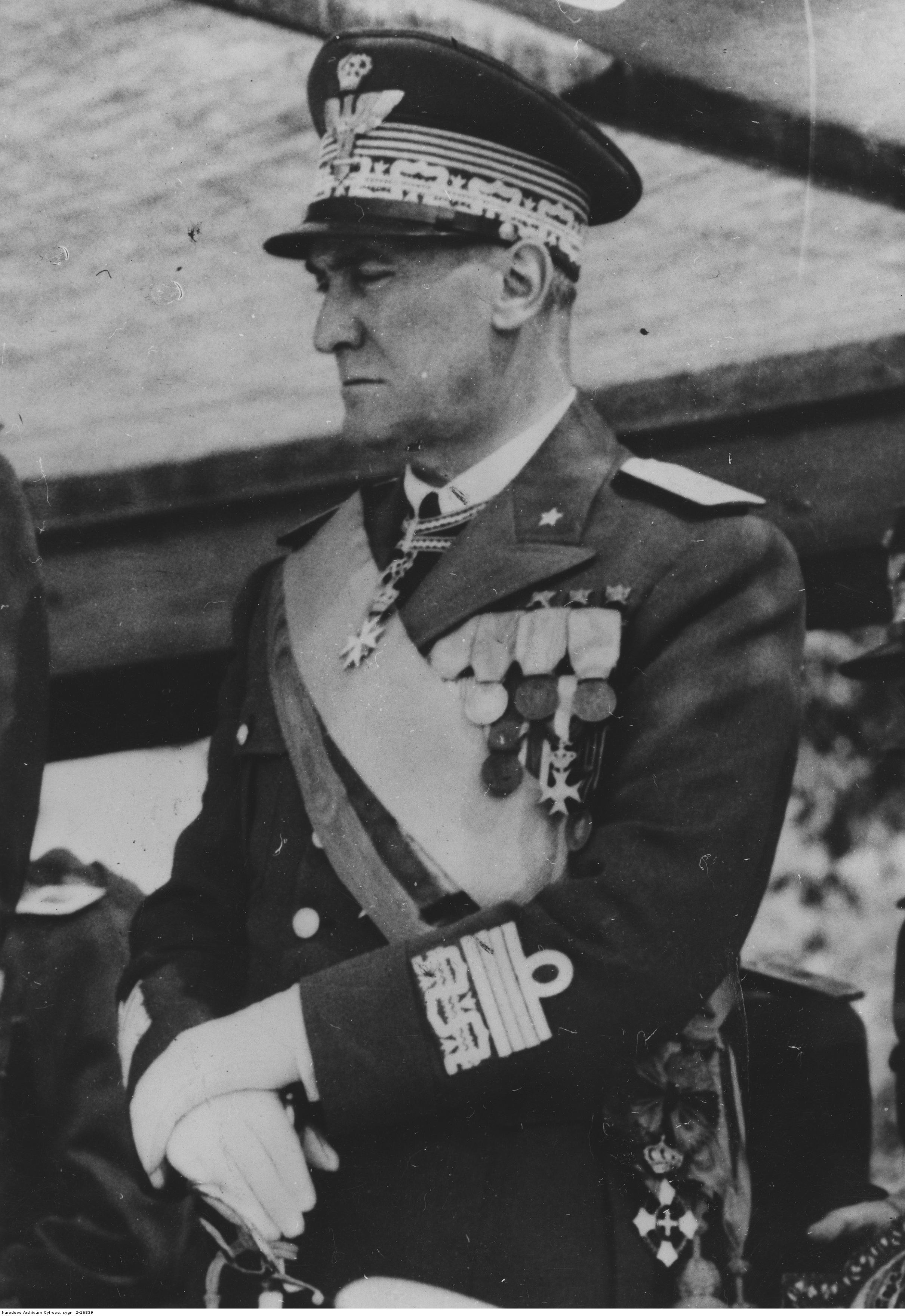
魯道夫·格拉齊亞尼

- 維多·伊曼紐三世

義大利王國國王、埃塞俄比亚帝国皇帝、阿尔巴尼亚国王、最高帝国元帅。1922年墨索里尼帶領其支持者和法西斯黨向羅馬進軍後，他任命了墨索里尼為意大利大臣會議主席（總理）。1943年7月25日盟軍登陸西西里島後不久，法西斯黨經投票罷免了總理墨索里尼，之後伊曼紐三世將他逮捕軟禁。1943年9月8日義大利投降後，他和意大利王室逃亡盟軍佔領下的南意大利，在那裡領導義軍與盟軍軸心國作戰。在義大利政體成為共和制後流亡海外。
- 貝尼托·墨索里尼

義大利王國最高帝国元帅兼總理、法西斯主義的創始人、法西斯黨領袖，1922年至1943年出任意大利王國總理，1922年墨索里尼向羅馬進軍被國王伊曼紐三世任命為總理，1925年獲「Il Duce（領袖）」稱號，並實施獨裁統治至1943年。1943年7月25日盟軍登陸西西里島後不久，法西斯黨經投票罷免了他，隨後被伊曼紐三世国王解除總理职务和逮捕軟禁。1943年9月底他在德國幫助下成立義大利社會共和國。
- 伊塔洛·巴爾博

墨索里尼的心腹。巴爾博是法西斯四巨頭之一，和米凱萊·比安基、埃米利奧·德博諾、切薩雷·馬里亞·德韋基等法西斯重要人物在1922年和墨索里尼一起向羅馬進軍奪取意大利政權。1926年，他開始負責現代化義大利皇家空軍，並在義大利航空普及和向世界推廣義大利航空方面發揮了主導作用。1933年任意屬利比亞總督並升任空軍元帥。1940年6月28日，巴爾博乘坐SM. 79型轟炸機赴前線的利比亞東北部港口圖卜魯格視察戰況。其預定降落的機場剛遭受英國皇家空軍空襲，再加上其座機在降落前背光飛行，令座機被駐守機場的官兵誤認為敵機，在降落之時遭己方防空陣地的高射砲開火擊毀，他與機上所有人員一同當場喪生。法西斯黨内的反對德國的重要人物。
- 埃米利奧·德博諾

墨索里尼的心腹，意大利殖民地部長，1935年升任陸軍元帥。德博諾是法西斯四巨頭之一，和米凱萊·比安基、巴爾博、切薩雷·馬里亞·德韋基等法西斯重要人物在1922年和墨索里尼一起向羅馬進軍奪取意大利政權。他在第二次意大利埃塞俄比亞戰爭中擔任義大利皇家陸軍的總指揮，由於過于謹慎而被墨索里尼替換。他是義大利在利比亞推行反遊擊政策的關鍵人物之一，這些政策包括使用毒氣和集中營，導致數萬名平民死亡，被描述為種族滅絕。法西斯黨内的反對德國的重要人物。
- 加萊阿佐·齊亞諾

墨索里尼的心腹，1922年曾和墨索里尼一起向羅馬進軍。齊亞諾是意大利外交大臣，代表意大利簽訂鋼鐵條約和三國同盟條約。法西斯黨内的反對德國的重要人物。
- 羅伯托·法里納奇

墨索里尼的心腹，1922年曾和墨索里尼一起向羅馬進軍。法里納奇是國家法西斯黨書記，法西斯黨内的親德國重要人物。
- 佩特羅·巴多格里奧

義大利陸軍元帥，第二次意大利埃塞俄比亞戰爭的義大利皇家陸軍指揮官，1940年在希意戰爭作戰失利後辭職。1943年7月為新政府首相。
- 魯道夫·格拉齊亞尼

1936年為義屬利比亞總督、1940年為義屬東非總督，曾血腥镇壓利比亞抵抗運動，1940年指揮義大利軍進攻埃及王國。1943年9月23日－1945年4月25日為義大利社會共和國國防部長，4月28日墨索里尼死後事實上成為共和國最高領導人。他在5月1日帶領共和國投降
- 乌戈·卡瓦莱罗

陸軍元帥，義大利皇家陸軍最高指揮官。
- 阿圖羅·里卡迪（英语：Arturo Riccardi）

海軍上將，義大利皇家海軍最高指揮官。
- 里諾·福吉爾（英语：Rino Corso Fougier）

義大利皇家空軍最高指揮官
- 埃托雷·巴斯蒂科

義大利陸軍元帥，北非戰線最高指揮官。
- 喬瓦尼·梅塞

義大利陸軍元帥，指揮義軍於巴爾幹半島、北非、蘇聯戰鬥，於戰末擔任義大利聯合交戰軍 （Italian Co-Belligerent Army）的總參謀長，與軸心國交戰。
- 伊塔洛·加里波第

上將，主要指揮二戰東線以及北非戰線的義大利皇家陸軍。

## 大日本帝国
- 昭和天皇
- 近衞文麿
- 東條英機
- 小磯國昭
- 鈴木貫太郎

- 昭和天皇

大日本帝國天皇兼帝国大元帅，日本军三军统帅，日军大本營總指揮，8月15日，通過無線電廣播，向日本民眾宣佈投降的消息。
- 近衞文麿

因為立場符合軍部利益而被任命為第39任日本內閣總理大臣，並仿照德、意模式成立大政翼贊會一黨專政，任內引發日本與中國的中日戰爭，最後因為對美國主張以和談取代宣戰的立場與主戰的陸軍大臣東條英機產生爭執而被迫辭職，於戰後自殺身亡逃避審判。
- 東條英機

日本帝國陸軍大將，統制派當權後成為軍部首腦，操有內閣廢立權，實施獨裁統治，在1941年取代對美國主和的近衛文麿擔任日本第40任總理大臣，是當時日軍的最高指揮官，1944年7月18日，東條在帝國海軍於菲律賓海海戰中被擊潰後下台。戰後在遠東國際軍事法庭被判為甲級戰犯，處以絞刑。
- 小磯國昭

1944年7月22日，小磯繼東條英機之後出任內閣總理大臣。
- 鈴木貫太郎

1945年4月7日小磯辭職後出任內閣總理大臣。鈴木對於日本無條件投降的決策具有主要影響。
- 閑院宮載仁親王

日本元帥陸軍大將，1931年至1940年出任日本陸軍参谋总长，日本侵華戰爭重要責任人，在終戰前病逝。
- 杉山元

日本元帥陸軍大將，1937年至1938年、1944年至1945年任陸軍大臣，1940年至1944年任陸軍參謀總長，日军核心人物，參與发动侵占中国东北的战争、全面侵华战争、太平洋战争。
- 板垣征四郎

日本陸軍大將，1938年至1939年任陸軍大臣。
- 阿南惟幾

日本陸軍大將，曾指挥日军参加第二次及第三次长沙会战，1945年4月至8月15日間任陸軍大臣，在太平洋戰爭末期對於投降的爭議在鈴木貫太郎內閣中發生嚴重的意見對立，堅持將戰爭持續到本土決戰。
- 梅津美治郎

日本陸軍大將，1939年至1944年任關東軍司令官，1944年至1945年任陸軍參謀總長。
- 伏見宮博恭王

日本元帥海軍大將，1932年至1941年任軍令部總長。
- 永野修身

大日本帝国海军元帥大將，1936年至1937年任海軍大臣、1941年至1944年任軍令部總長。
- 米内光政

大日本帝国海军大將，1937年至1939年、1944年至1945年任海軍大臣。
- 吉田善吾

大日本帝国海军大將，1937年至1939年任聯合艦隊司令官、1939年至1940年任海軍大臣。
- 山本五十六

日本海軍大將，策劃或指揮了數次重要戰役，例如珍珠港事件以及中途島戰役，1943年時乘機前往所罗门群岛時被美軍戰鬥機擊落而死。
- 古贺峰一

日本海軍大將，1943年至1944年任聯合艦隊司令長官。
- 及川古志郎

日本海軍大將，1940年至1941年任海軍大臣、1944年至1945年任軍令部總長。
- 嶋田繁太郎

日本海軍大將，1941年至1944年任海軍大臣、軍令部總長。
- 豐田副武

日本海軍大將，1944年至1945年任聯合艦隊司令長官、軍令部總長。
- 小泽治三郎

大日本帝国海军中將，日本海军第一機動艦隊司令，並統帥艦隊參與菲律賓海海戰，他也是最後一任聯合艦隊司令長官。
- 荒木貞夫

日本陸軍大將，1931年至1934年任陸軍大臣，為皇道派領袖，主張往蘇聯方向擴張並反對侵略中國及歐美列強。
- 香月清司
- 西尾寿造

支那派遣軍司令官。
- 畑俊六

日本元帥陸軍大將，支那派遣軍司令官，1939年至1940年任陸軍大臣。
- 岡村寧次

支那派遣軍司令官。
- 松井石根
- 朝香宮鳩彥王
- 寺內壽一

日本元帥陸軍大將，南方軍司令官。
- 河邊正三

日本陸軍大將，1943年至1944年任緬甸方面軍司令官。
- 木村兵太郎

日本陸軍大將，1944年至1946年任緬甸方面軍司令官。
- 山下奉文
- 南雲忠一
- 栗林忠道
- 橫山勇
- 本間雅晴
- 百武晴吉
- 井上成美

日本海軍大將，珊瑚海海戰指揮官。

## 匈牙利王國（1940年-1944年）
- 霍爾蒂·米克洛什
- 泰萊基·帕爾
- 拉斯洛·巴爾多西
- 薩拉希·費倫茨

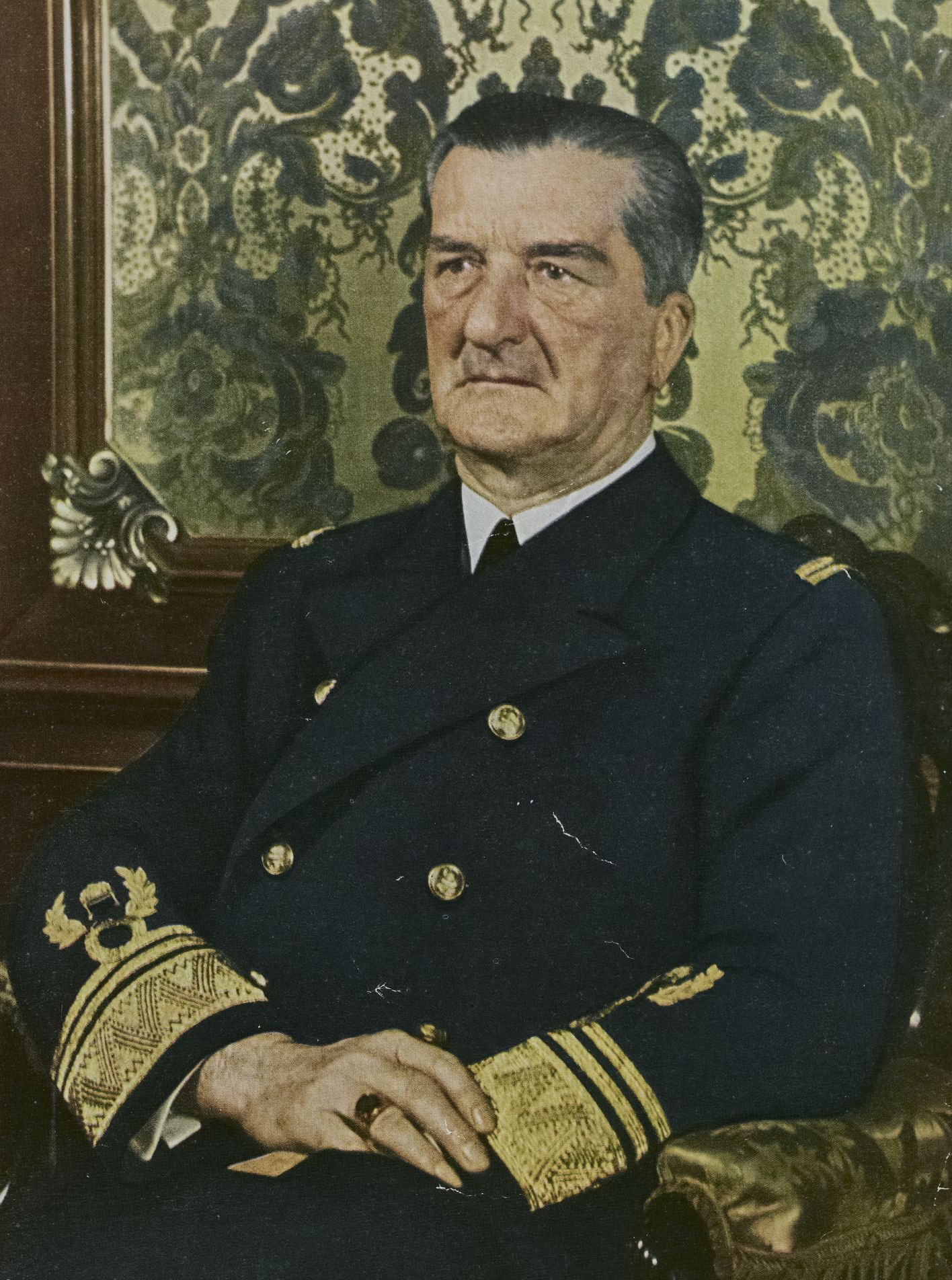
霍爾蒂·米克洛什
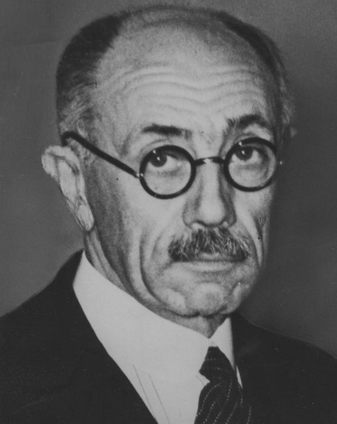
泰萊基·帕爾
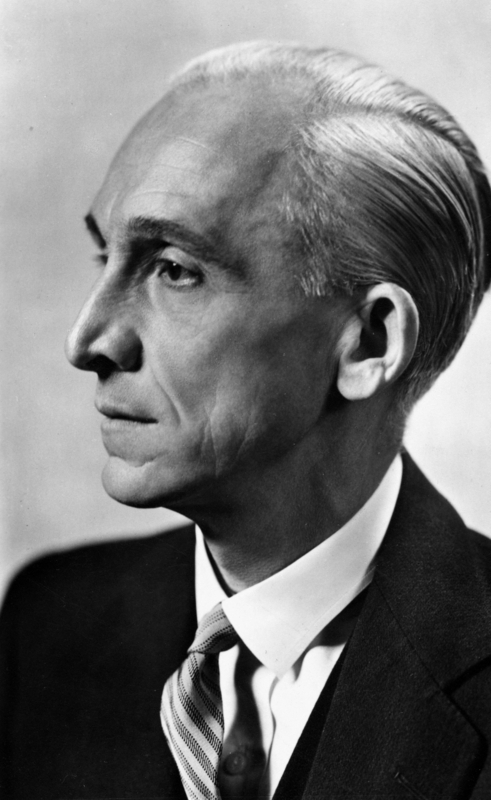
拉斯洛·巴爾多西
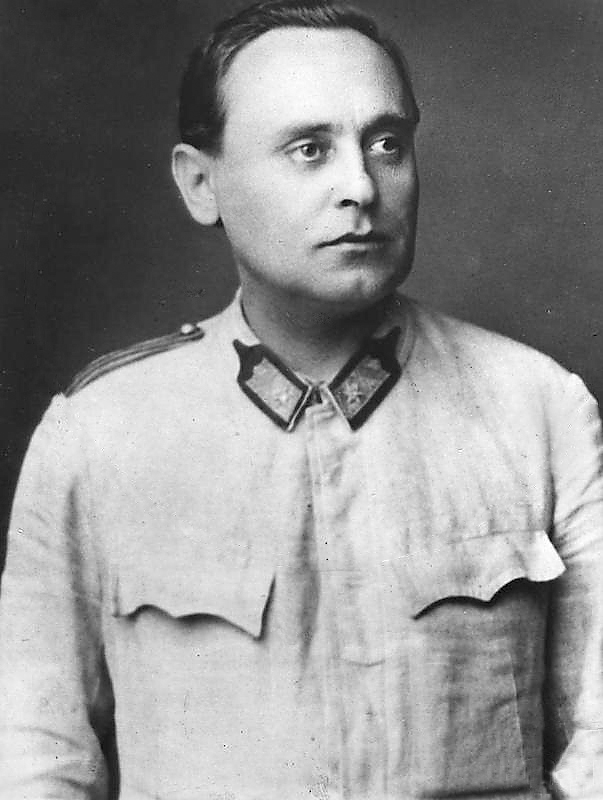
薩拉希·費倫茨

匈牙利王國攝政王。曾為奧匈帝國海軍上將，1920年推翻匈牙利苏维埃共和国，建立軍事独裁政府的匈牙利王國（沒有國王，所以作為攝政王的他為最高領導人），1940年11月20日加入軸心國。与德国同盟并攝政至因自己企圖和盟軍停戰被德國發現，令希特勒命德軍於1944年10月佔領匈牙利推翻他。
- 泰萊基·帕爾

匈牙利總理 (1939-1941)，他在攝政王霍爾蒂允許德國軍隊駐紮匈牙利後自殺。
- 拉斯洛·巴爾多西

匈牙利總理 (1941-1942)
- 薩拉希·費倫茨

1944年10月德軍全面佔領匈牙利後的傀儡政府首腦。極右民粹政黨箭十字黨的首領。

## 羅馬尼亞王國（1940年-1944年）

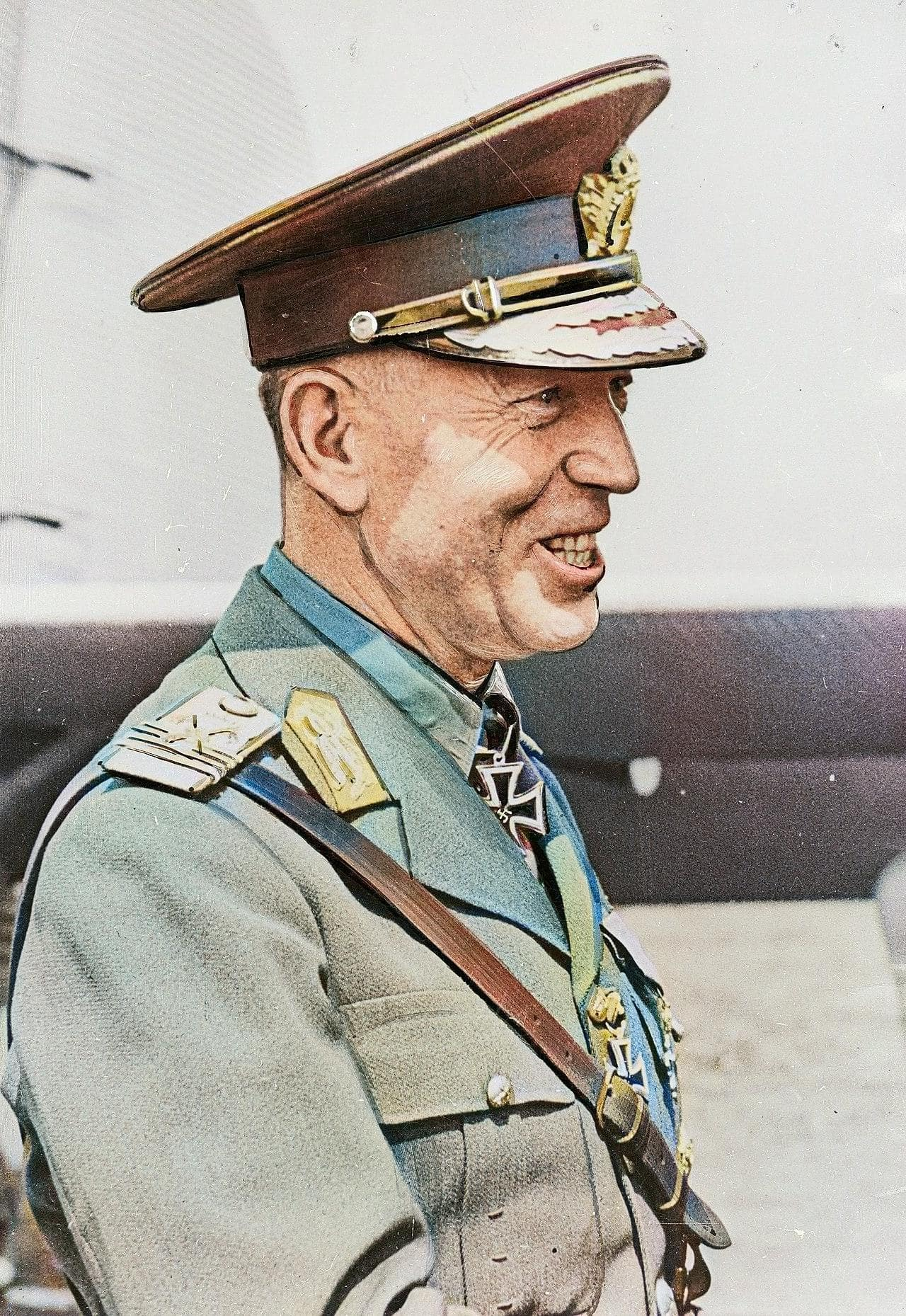
揚·安東內斯庫
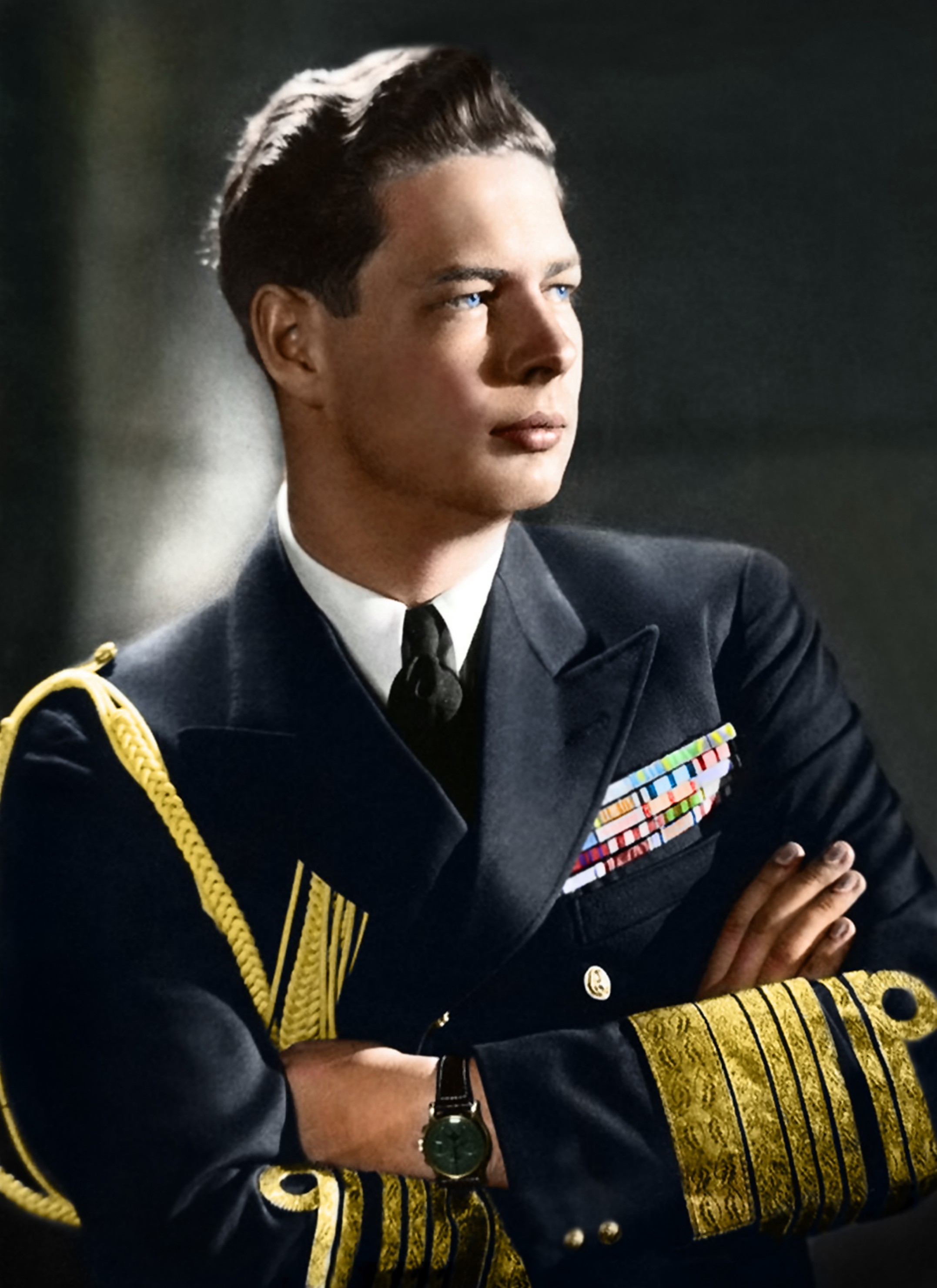
米哈伊一世
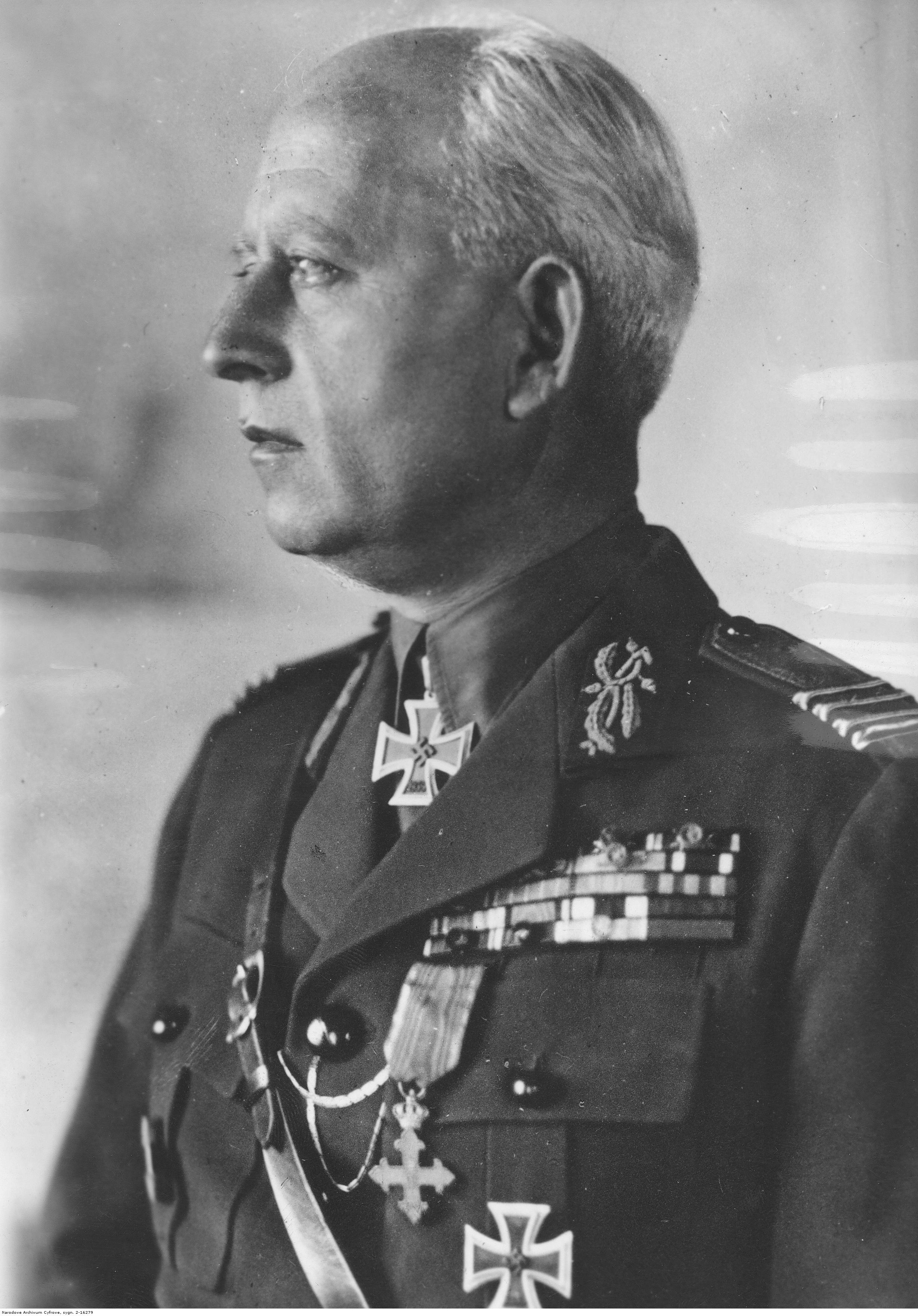
彼得·杜米特雷斯库

- 揚·安東內斯庫：羅馬尼亞總理，領導羅馬尼亞於1940年11月23日加入軸心國。蘇聯攻入羅馬尼亞東面時的1944年8月23日被國王米哈伊一世和羅馬尼亞共產黨政變推翻、拘捕和槍決。
- 米哈伊一世：其父親卡羅爾二世被安東內斯庫迫退位後成為羅馬尼亞國王，但只是安東內斯庫的傀儡。
- 彼得·杜米特雷斯庫

## 保加利亞王國（1941年-1944年）

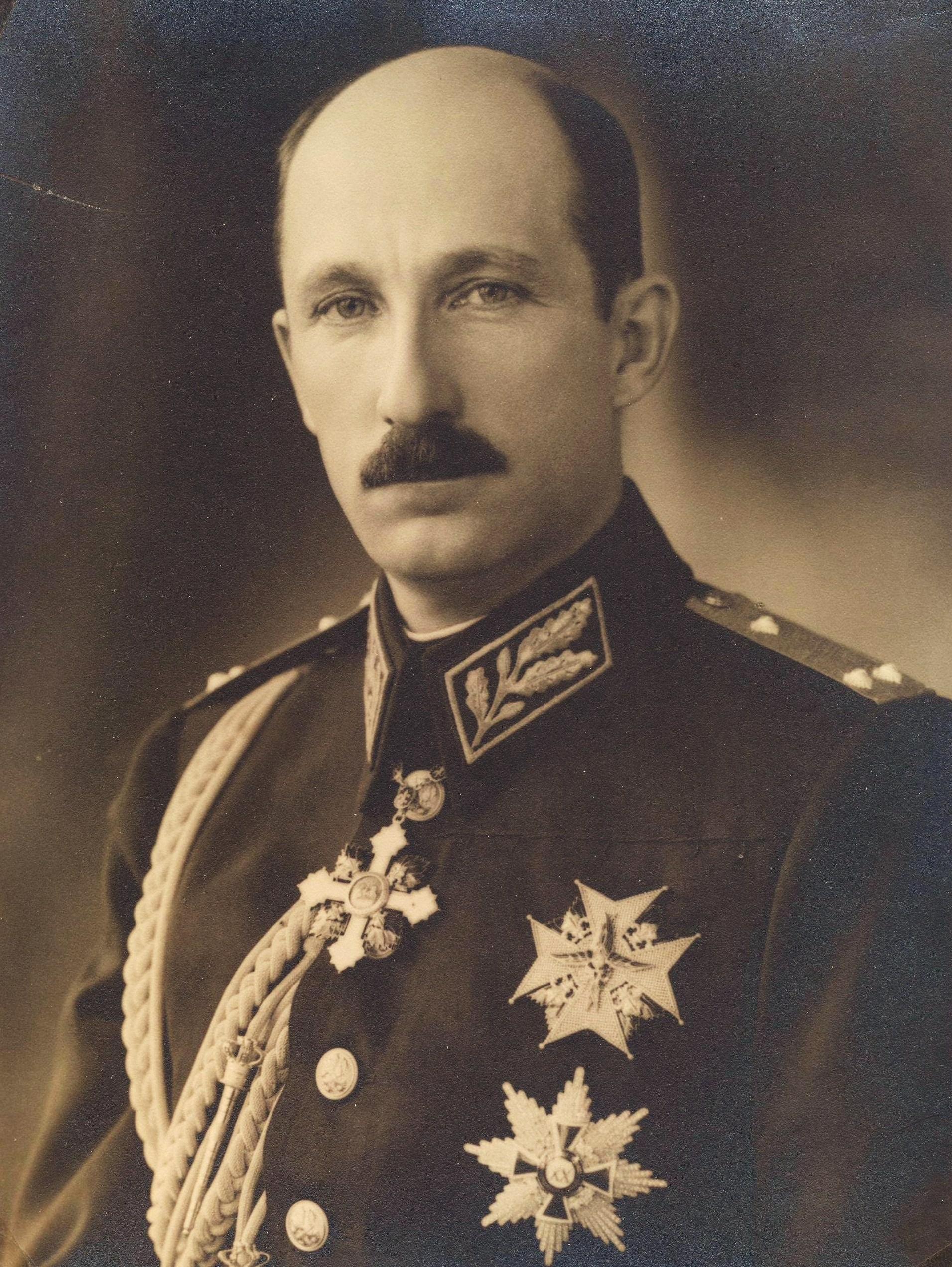
沙皇鮑里斯三世
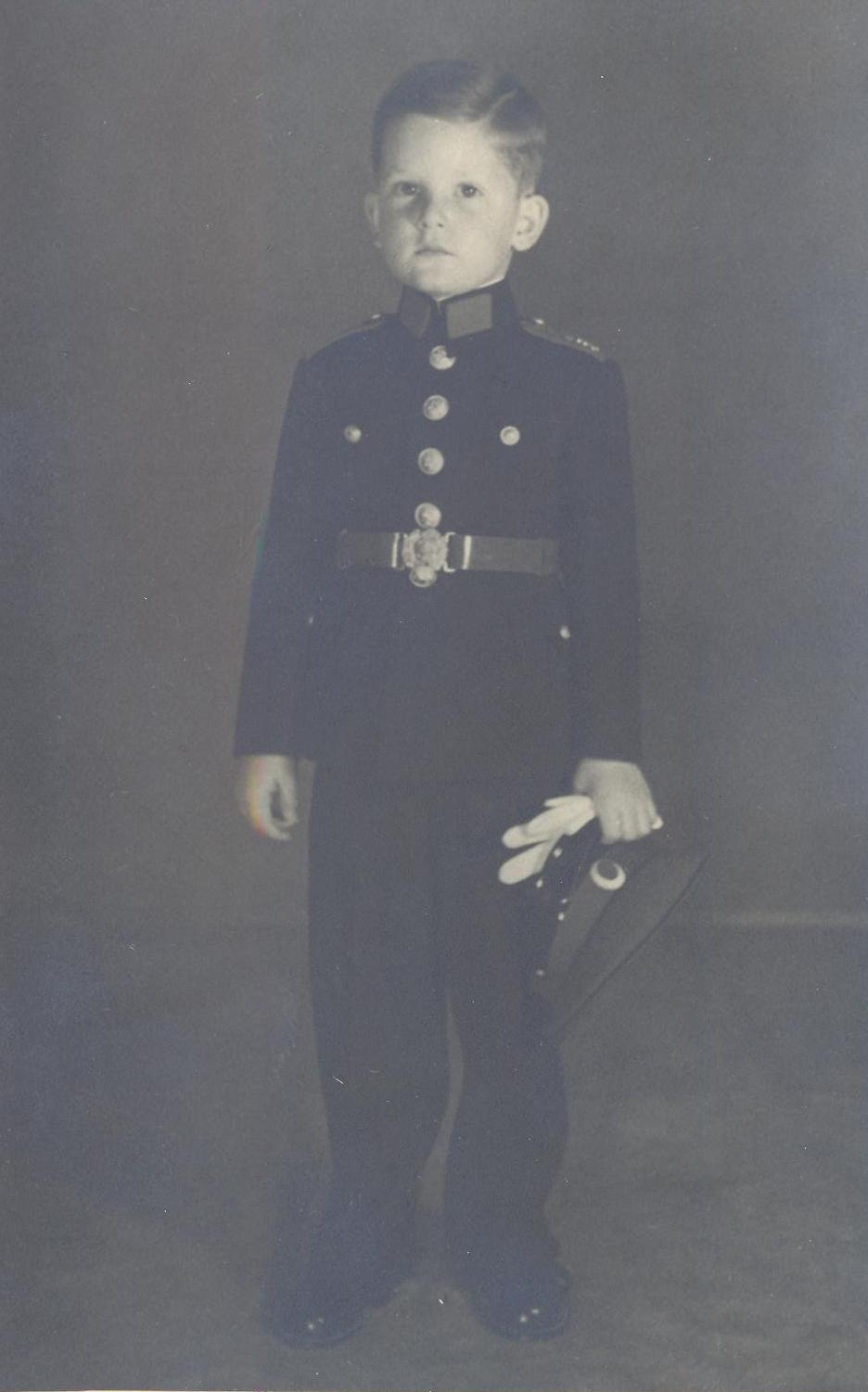
西美昂二世

- 鮑里斯三世：保加利亞沙皇，他在1935年反政變建立君主專制。領導保加利亞於1941年3月1日加入軸心國。1943年8月逝世。
- 西美昂二世：1943年8月，7歲的他繼位為保加利亞沙皇。1944年9月9日保加利亞共產黨政變後推翻了年僅7歲的他和攝政王基里爾王子。當日蘇聯軍隊從已投降的羅馬尼亞佔領保加利亞。
- 康斯坦丁·盧卡什（德语：Konstantin Lukash）

保加利亞王國陸軍總參謀長。1945年1月28日處決。

## 芬蘭共和國（1941年-1944年）
- 里斯托·呂蒂
- 卡爾·古斯塔夫·埃米爾·曼納海姆

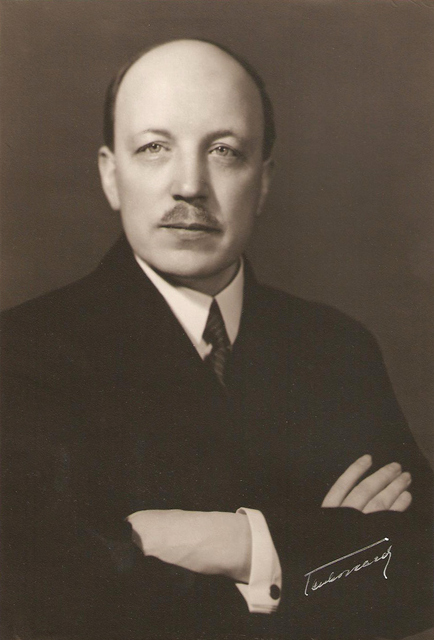
里斯托·呂蒂
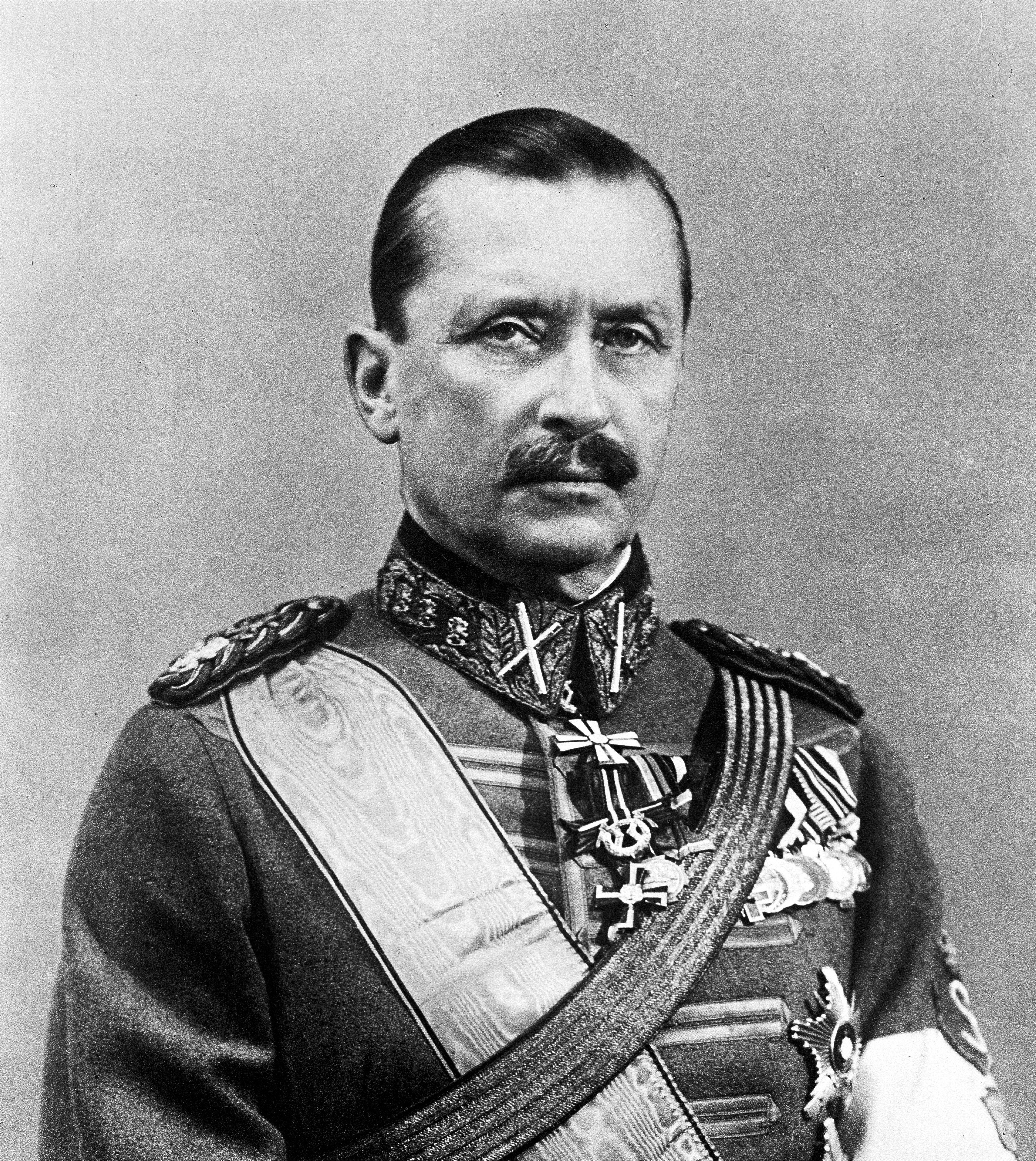
卡爾·古斯塔夫·埃米爾·曼納海姆

亲德总理和總統。1941年6月25日帶領芬蘭對蘇聯宣戰並站在德國一方加入蘇德戰爭，引發繼續戰爭。1944年8月辭職。戰後被例為戰犯被關10年。
- 卡爾·古斯塔夫·埃米爾·曼納海姆

芬兰元帅，参加过苏芬战争，並在繼續戰爭協同德軍作戰。1944年8月接替呂蒂和其內閣成為芬蘭總統。於9月帶領芬蘭和蘇聯停戰。

## 泰國（1941年-1945年）
- 拉瑪八世
- 鑾披汶·頌堪
- 披耶帕鳳

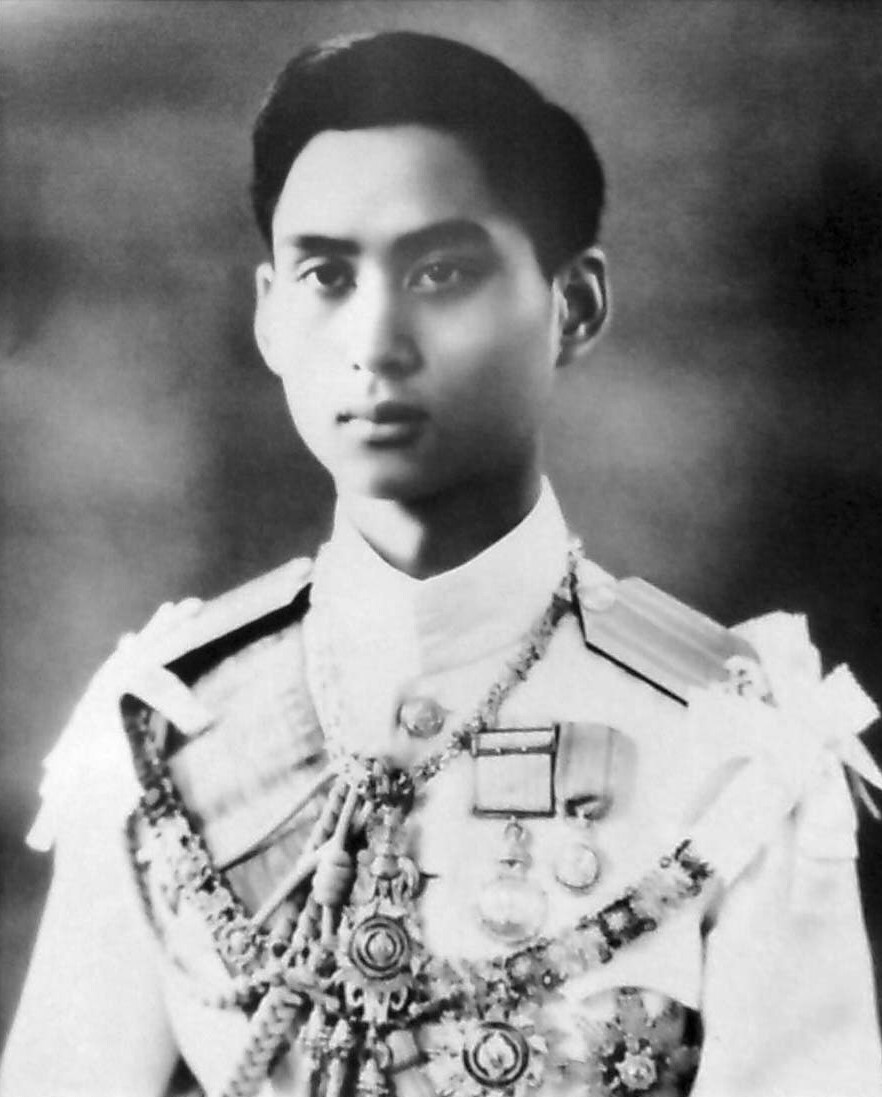
拉瑪八世
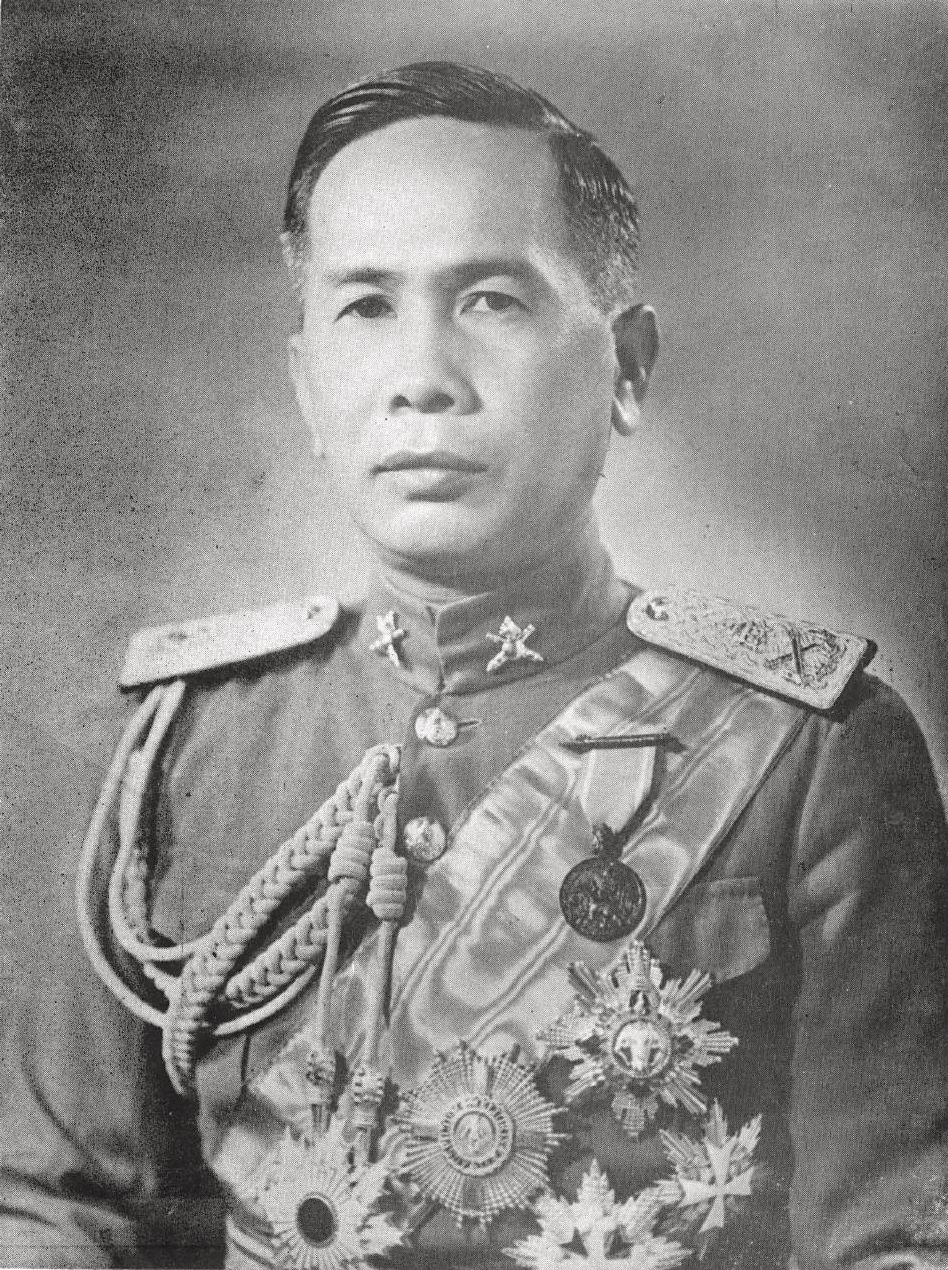
鑾披汶·頌堪
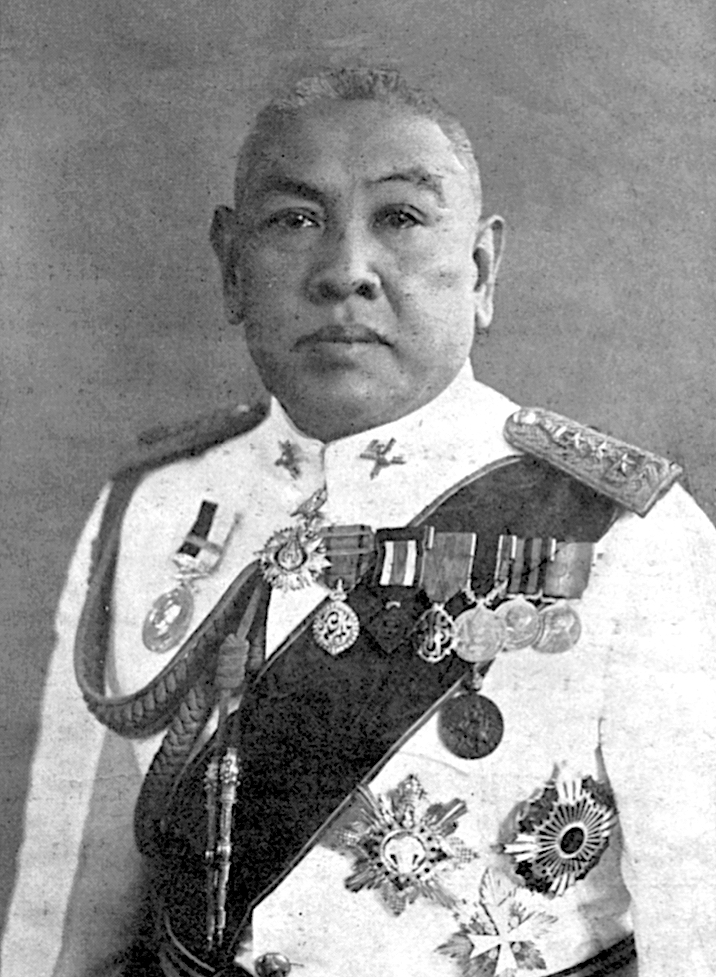
披耶帕鳳

：泰国国王，王室傀儡，當時的他在瑞士並不在泰國。在1946年被刺杀。
- 鑾披汶·頌堪

：泰国总理，海陆空元帅，人民党，1938年上台出任总理，是当时泰国少壮派军人之首，於1941年與日本同盟。
- 比里·帕儂榮

：泰國攝政王，代表在瑞士的拉瑪八世。
- 披耶帕鳳

：泰国军部元老级人物。
- 旺·威泰耶康

：泰国外交部长。
- 寬·阿派旺

：少壮派军人之一，军衔少校，1944年上台。
- 他儂·吉滴卡宗

## 伊拉克王國（1941年4月-5月）
- 拉希德·阿里·蓋拉尼
- 費薩爾二世

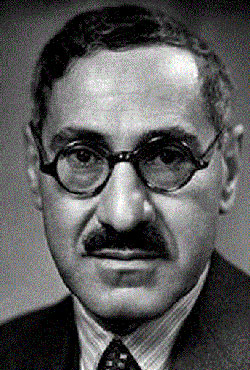
拉希德·阿里·蓋拉尼
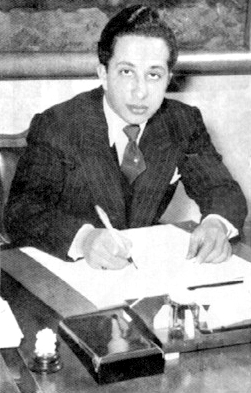
費薩爾二世

：1941年4月政變後的親軸心國總理，他和軍方的政變亦得到德國和意大利的支持。僅一個月後英國出兵伊拉克，儘管有德國、意大利及維希法國的軍火援助，英軍佔領了伊拉克，最終拉希德的政權倒台。
- 費薩爾二世 (伊拉克)

：當時仍為小童，4月政變後的由拉希德任命的攝政王為哈希姆家族的沙拉夫·本·拉吉赫。

## 斯洛伐克（1939年-1945年）

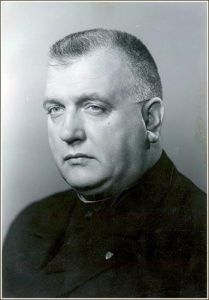
約瑟夫·蒂索

- 約瑟夫·蒂索

斯洛伐克總統

## 南斯拉夫王國(1941年3月-3月）

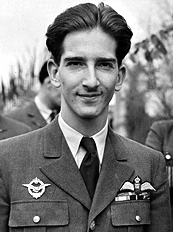
彼得二世 (南斯拉夫)
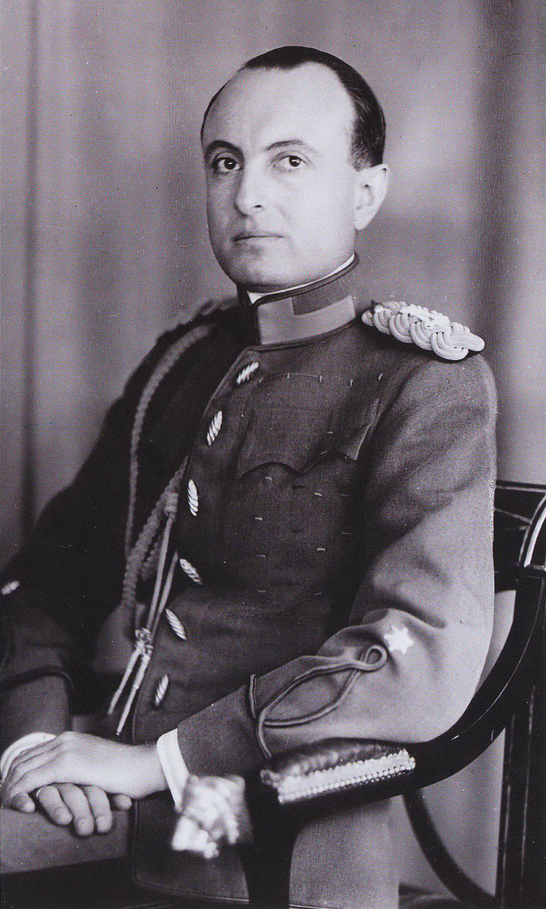
保羅親王 (南斯拉夫)
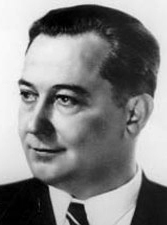
伊万·舒巴希奇

- 彼得二世 (南斯拉夫)

南斯拉夫國王
- 保羅親王 (南斯拉夫)

南斯拉夫攝政王
- 伊万·舒巴希奇

南斯拉夫首相

## 德國及義大利的託管國與保護國

### 维希法国（法兰西国） （1940年-1942年）

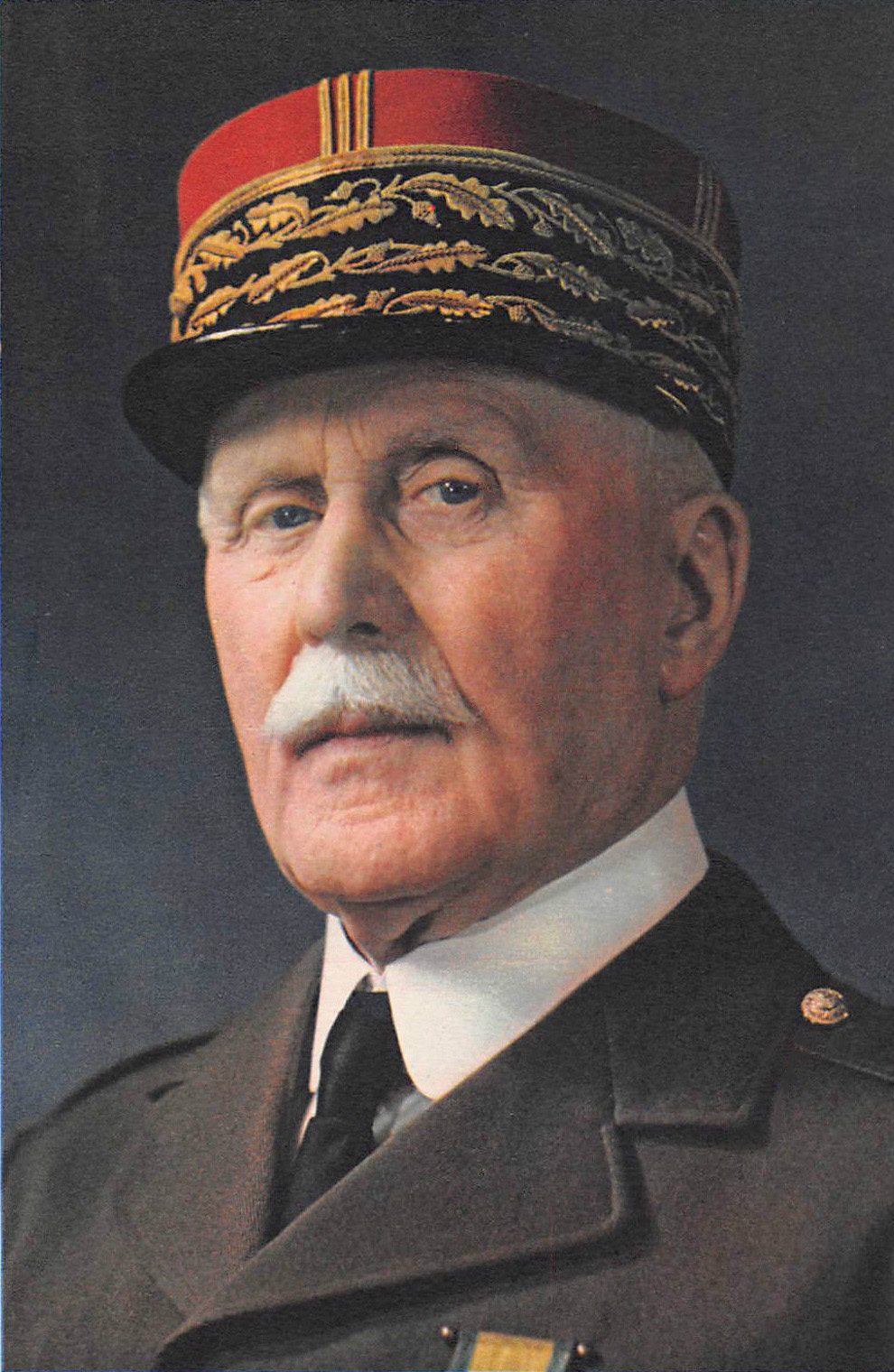
菲利普·貝當
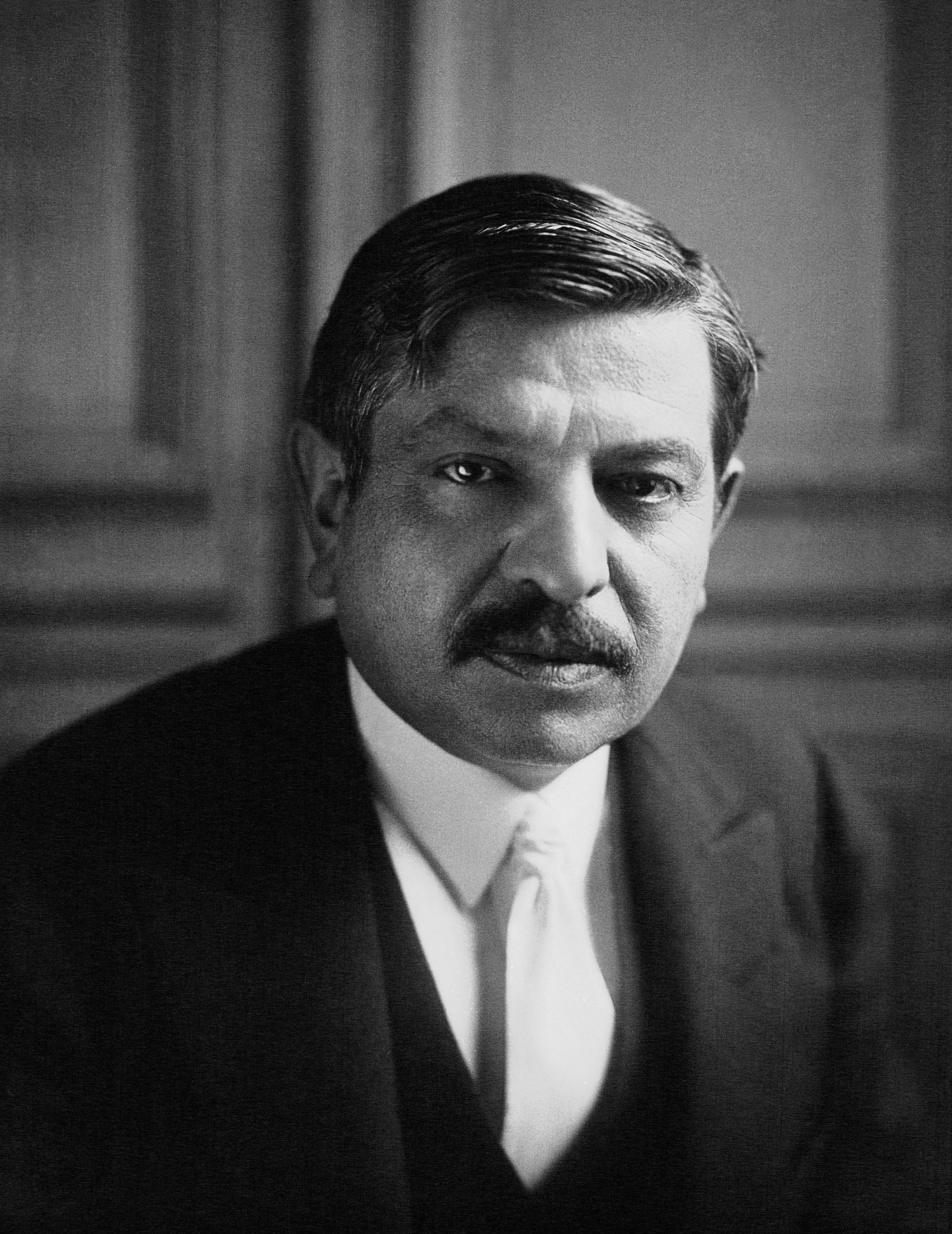
皮埃爾·賴伐爾

- 菲利普·貝當
- 皮埃爾·賴伐爾
- 讓德句

### 克羅地亞獨立國 （1941年-1943年）

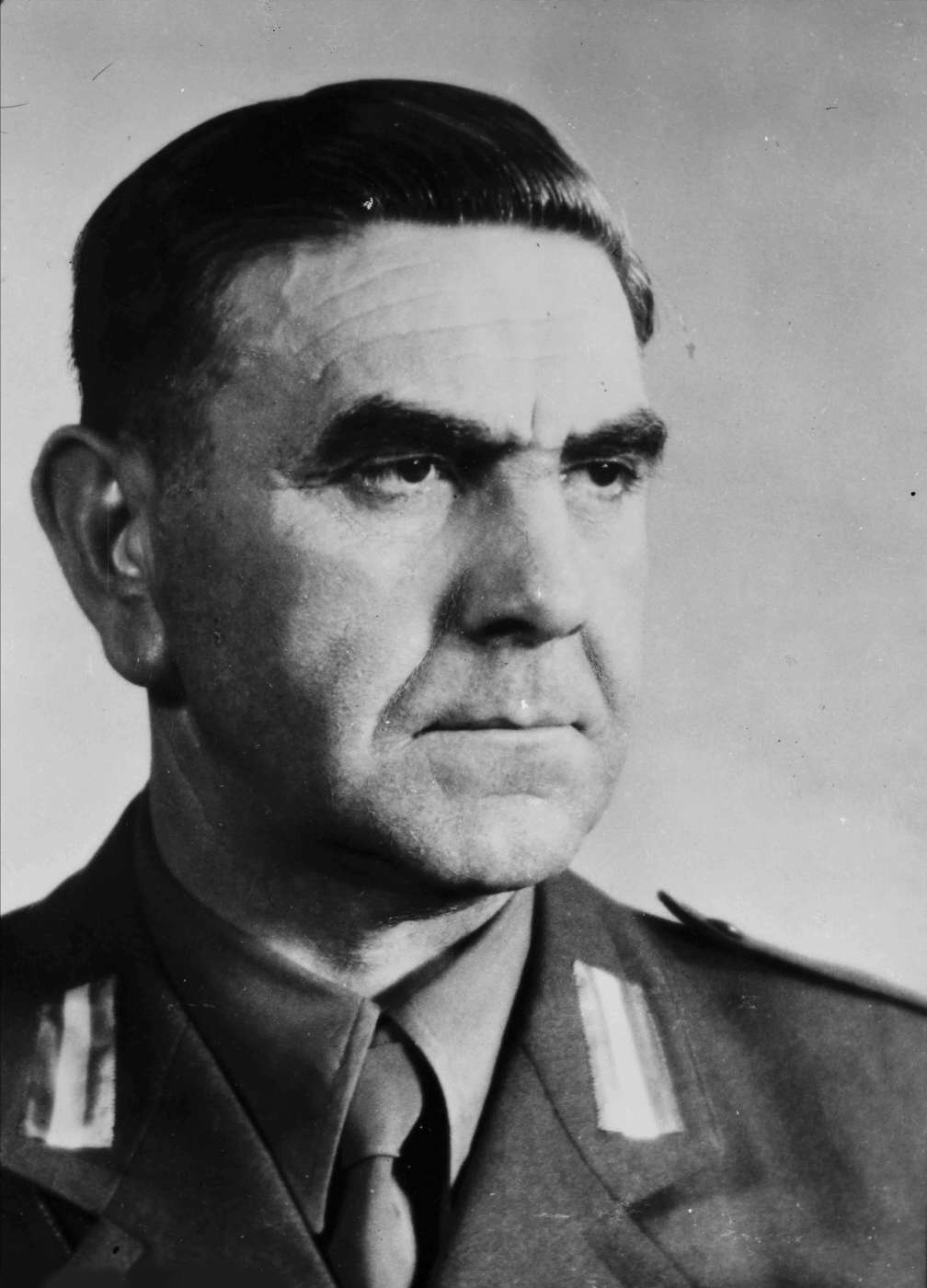
安特·帕韋利奇
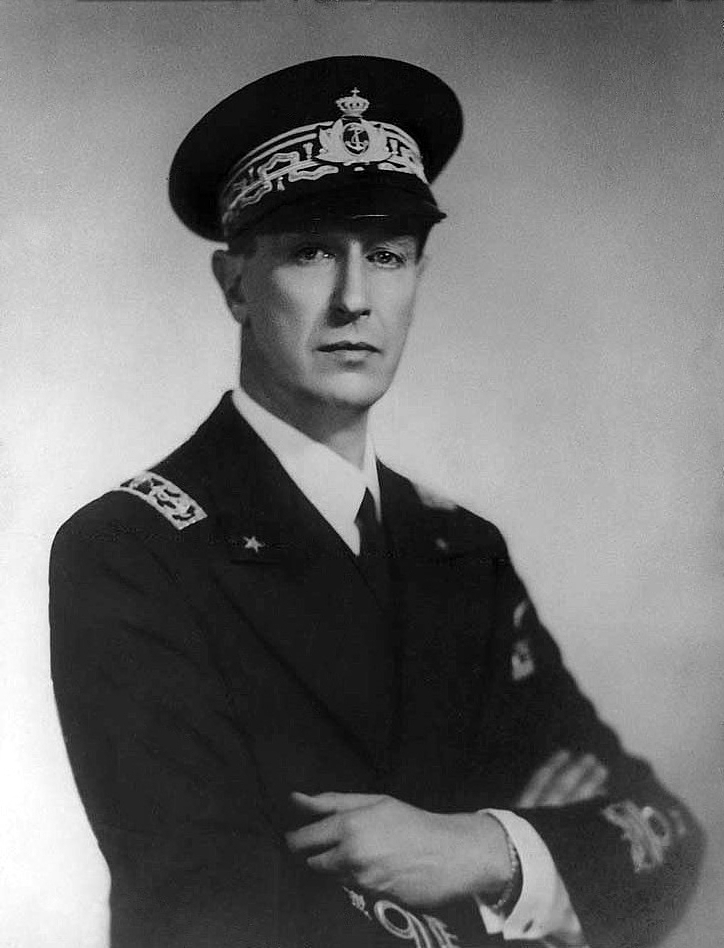
托米斯拉夫二世

- 安特·帕韋利奇：與墨索里尼簽署羅馬條約成為意大利保護國。
- 托米斯拉夫二世：意大利王室成員，義大利國王維托里奧·埃馬努埃萊三世任命他為克羅地亞獨立國的國王。

## 德國的傀儡國

### 塞爾維亞救國政府（1941年-1944年）

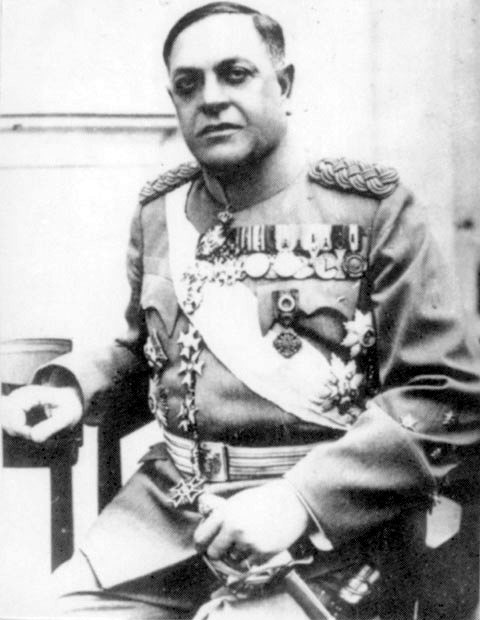
米蘭·內迪奇

- 米蘭·內迪奇

### 挪威總督轄區（1940年-1945年）

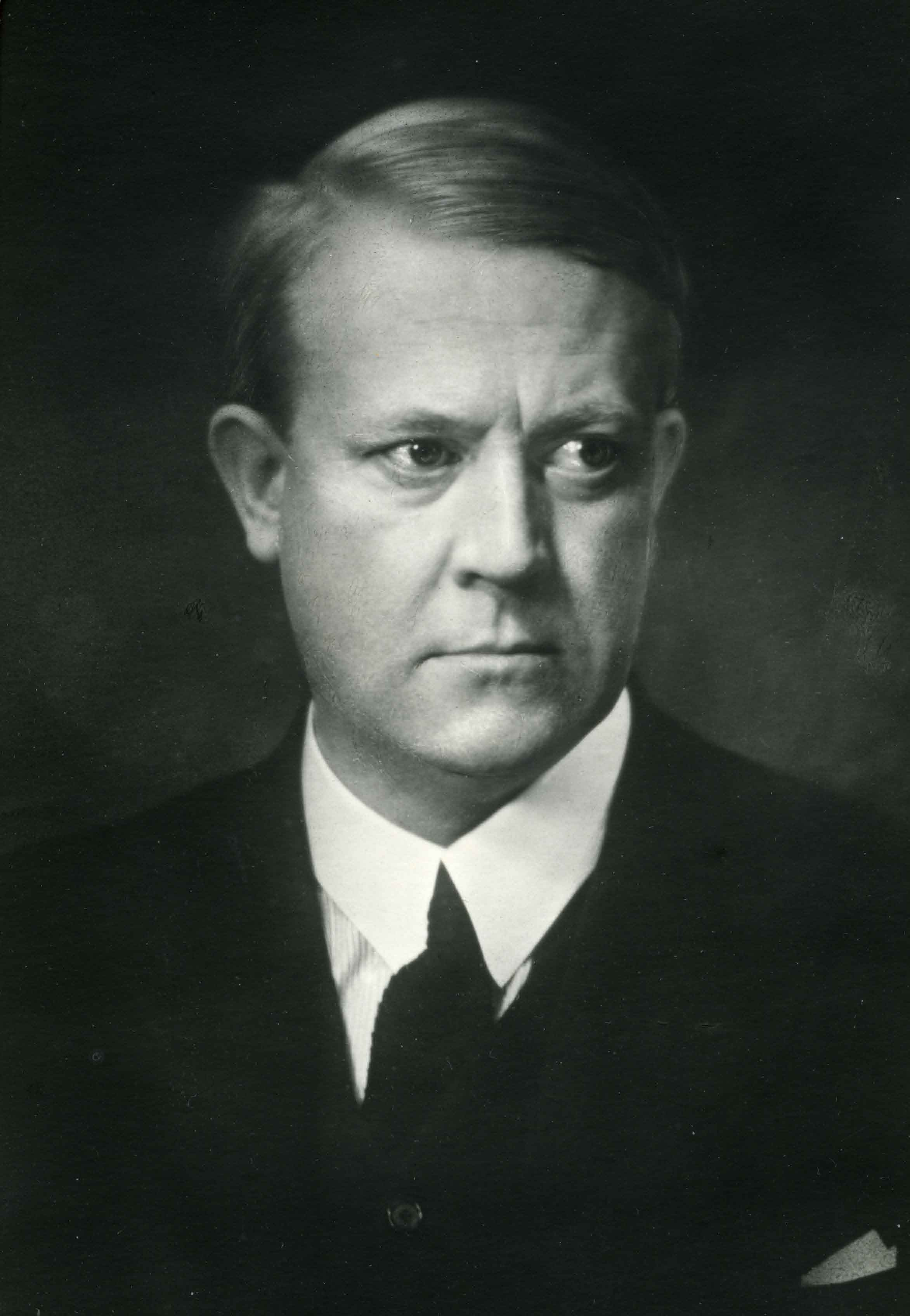
維德孔·吉斯林

- 維德孔·吉斯林
- 約納斯·李

### 盧比安納（1943年-1945年）

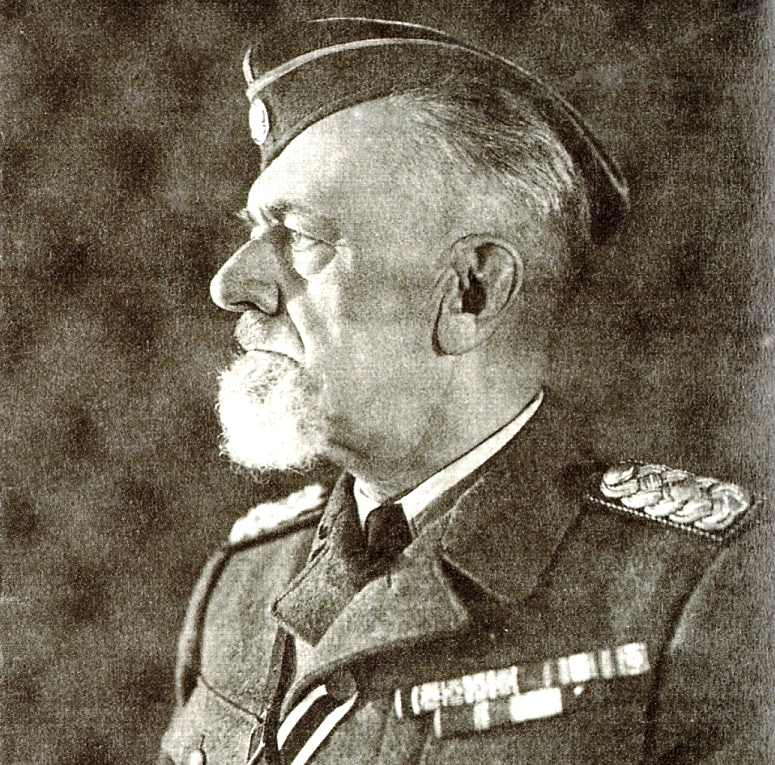
利昂·魯普尼克

- 利昂·魯普尼克

## 義大利的傀儡國

### 蒙特內哥羅（1941年–1943年）

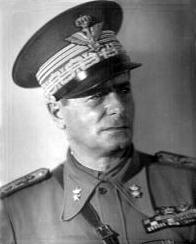
亞歷山德羅·皮爾齊奧·比羅利

- 意大利陸軍將領比羅利於1941-1943年為蒙特內哥羅總督。1941年7月13日鎮壓了南斯拉夫抵抗運動在蒙特內哥羅的大規模起義，在任內利用切特尼克塞族游擊隊和意大利軍合作對付南斯拉夫共產黨游擊隊。因在蒙特內哥羅濫捕滥殺，戰後被聯合國例為戰犯但沒有被審。

### 阿爾巴尼亞王國（1939年-1943年）

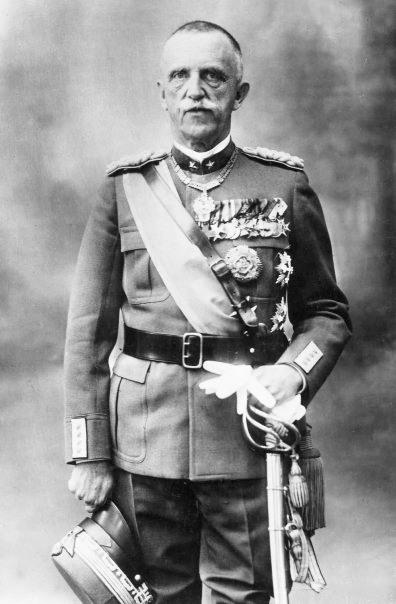
维托里奥·埃马努埃莱三世
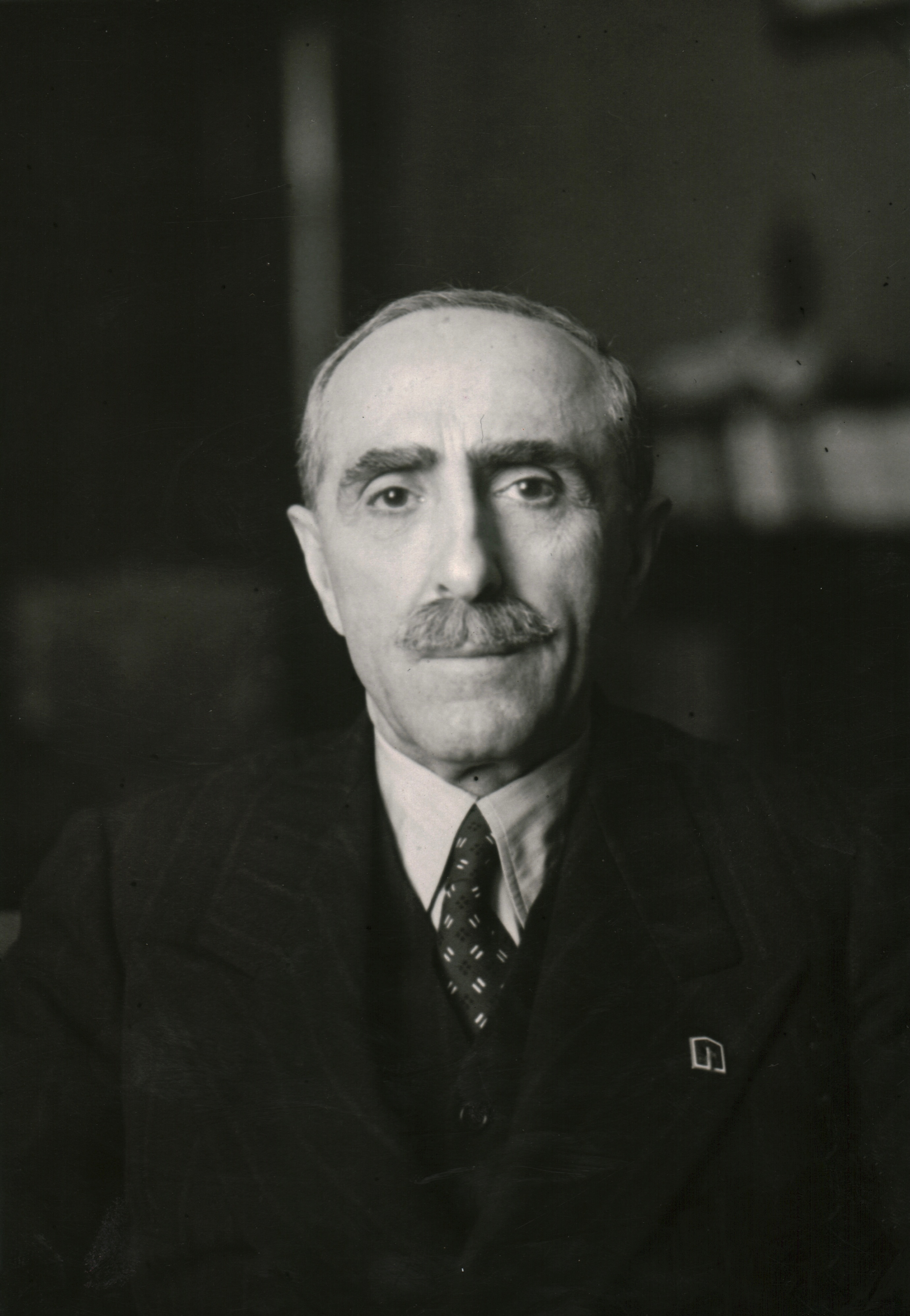
謝夫特·維拉奇
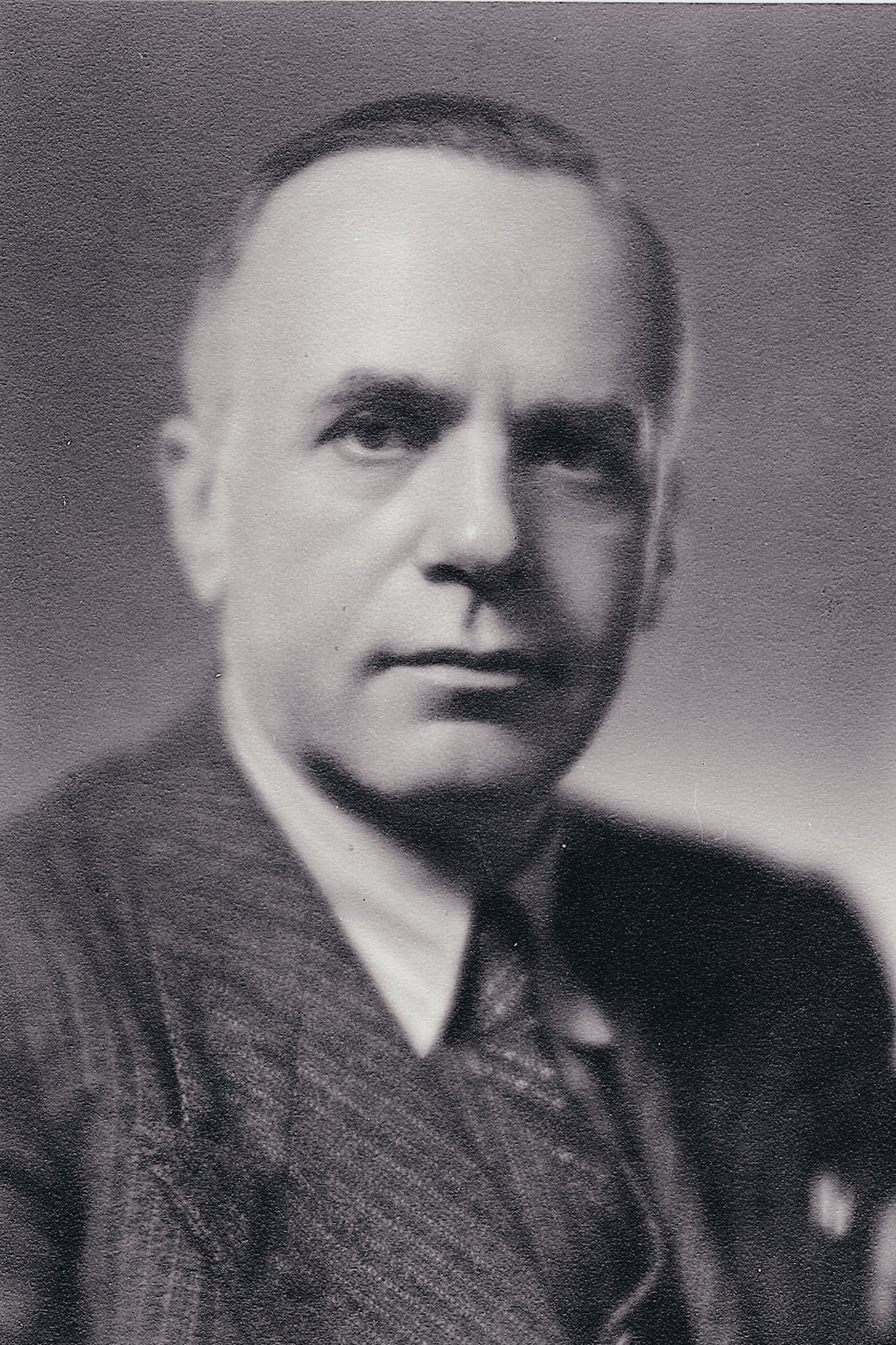
穆斯塔法·梅利卡·克魯亞

- 與意大利為君合國，意大利國王兼任阿爾巴尼亞國王。

### 班都斯親王國（1941年–1943年）
- 阿爾西比亞德·迪亞曼迪（1941-1942）

- 尼古拉斯·馬圖西斯（1942-1943）

## 德義聯合傀儡國

### 希臘國（1941年-1944年）
- 古恩特·阿爾丁伯格
- 卡洛·格羅索陸軍將領

- 喬治·特索拉科格洛

第一任希臘國總理（1941-1942）
- 約翰·拉利斯

第三任希臘國總理（1943-1944）

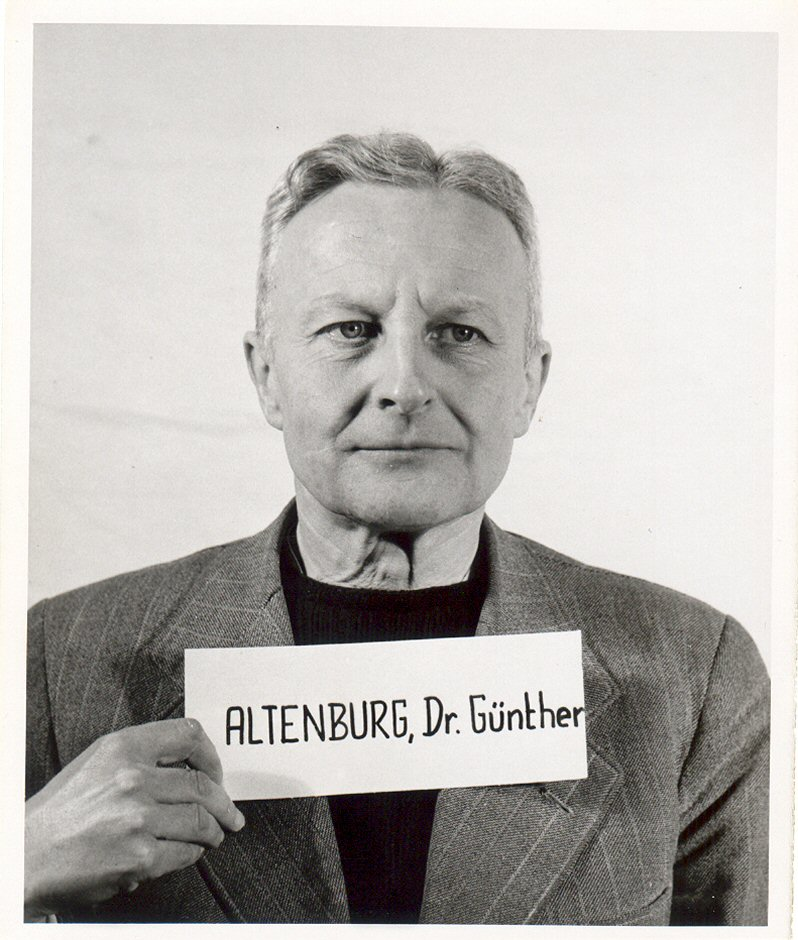
古恩特·阿爾丁伯格
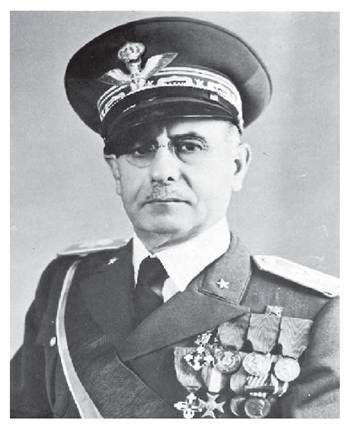
卡洛·格羅索陸軍將領

納粹德國在希臘國的全權代表。（實際控制希臘國的人）
- 卡洛·格羅索

意大利王國在希臘國的駐軍最高指揮官。（實際控制希臘國的人）

## 日本的傀儡國

### 大滿洲帝国

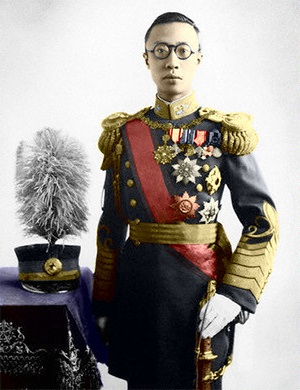
溥儀
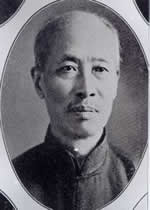
鄭孝胥
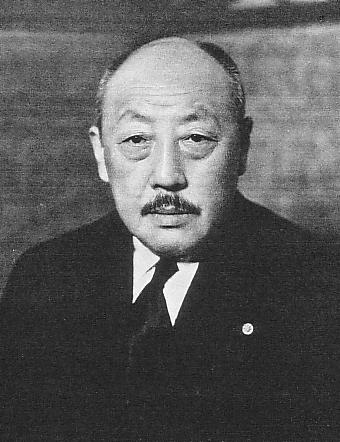
張景惠

- 康德皇帝

大清帝国的末代皇帝，1931年大日本帝国陆军占领满洲利亚后在大日本帝国协助下脱离中华民国成立大满洲帝国，是大满洲帝国唯一的皇帝。
- 張景惠

字叙五，今辽宁省台安县人。軍人，滿洲國第2任國務總理大臣
- 熙洽

大清帝国皇族的后裔，满洲帝国的缔造者，曾任满洲帝国第一任财政大臣，第二任宮内府大臣。
- 鄭孝胥

大清帝国末期的改革派政治家，亦是滿洲國建國的參與者之一，後出任滿洲國國務總理。
- 張海鵬

### 蒙疆聯合自治政府（汪精卫国民政府自治区）
- 德穆楚克棟魯普

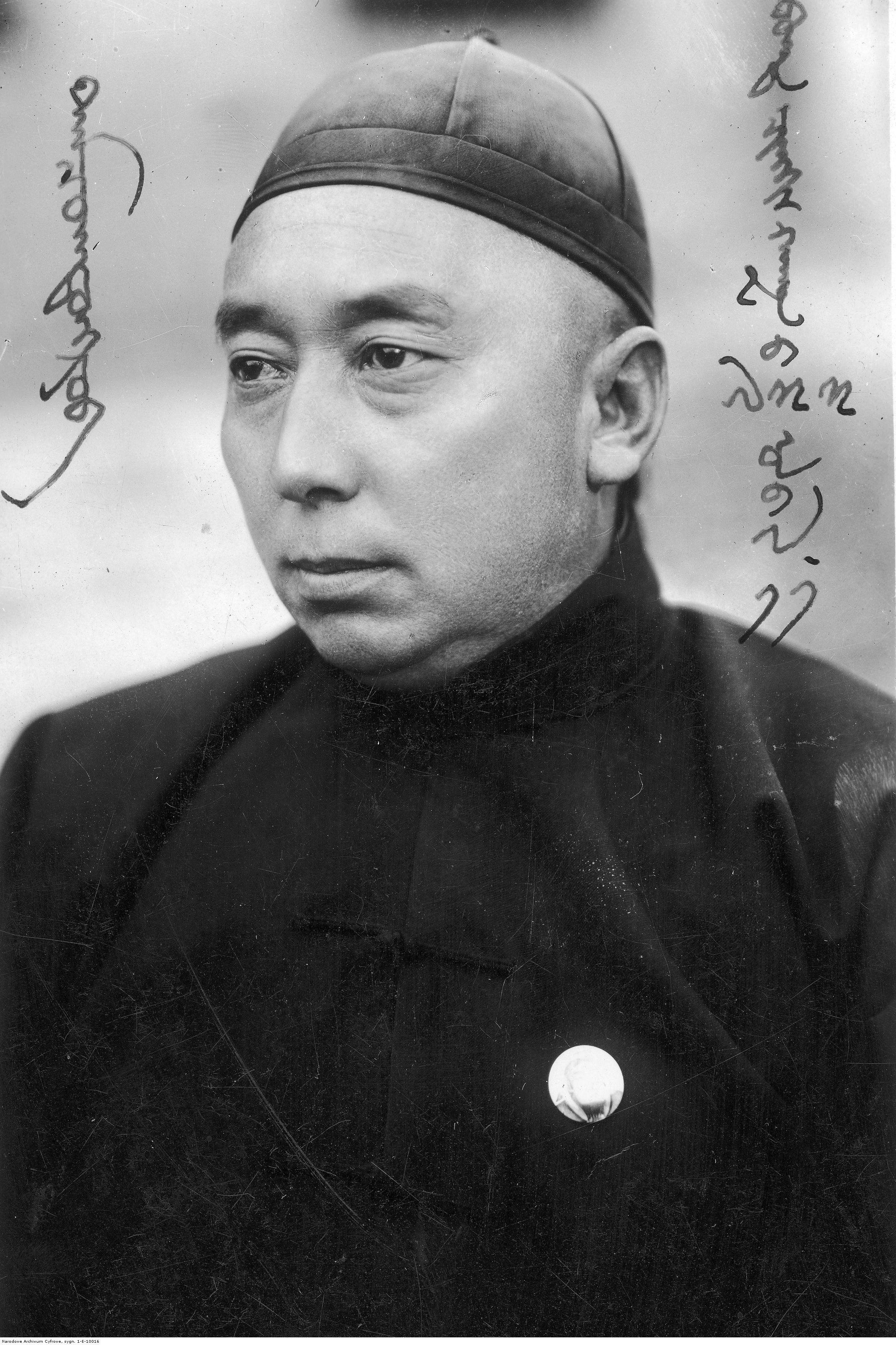
德穆楚克棟魯普

內蒙古錫林郭勒盟蘇尼特右旗人，苏尼特扎萨克杜棱郡王，曾任锡林郭勒盟盟长，主张內蒙古獨立。抗日战争时期与大日本帝国合作在察哈尔、绥远两省境内（今内蒙古自治区东部）建立了蒙古民族政权蒙疆联合自治政府（名义上是汪精卫国民政府自治区），并担任副主席。
- 陶克陶

1936年5月12日，德穆楚克栋鲁普在德化成立蒙古军政府，陶克陶任外交署长、总裁帮办。1937年，蒙古军政府改組为蒙古联盟自治政府，陶克陶任政务院总务部长。1937年11月，蒙疆联合委员会成立，陶克陶歷任总务委员、产业委员、金融委员。1938年7月，委员改称部长，新设保安部等部，陶克陶任保安部长。1939年9月，蒙疆联合自治政府成立，陶克陶任司法部部长。
- 李守信

1937年10月，在日軍的援助下，蒙古聯盟自治政府成立。其后，李守信升任蒙古軍总司令。1938年7月，当选蒙古聯盟自治政府副主席。1939年9月，蒙疆聯合自治政府成立，继续任蒙古軍总司令。
1940年1月，1941年6月，蒙疆聯合自治政府对内改为蒙古自治邦，当选副主席。

### 汪精衛南京國民政府（1940年-1945年）

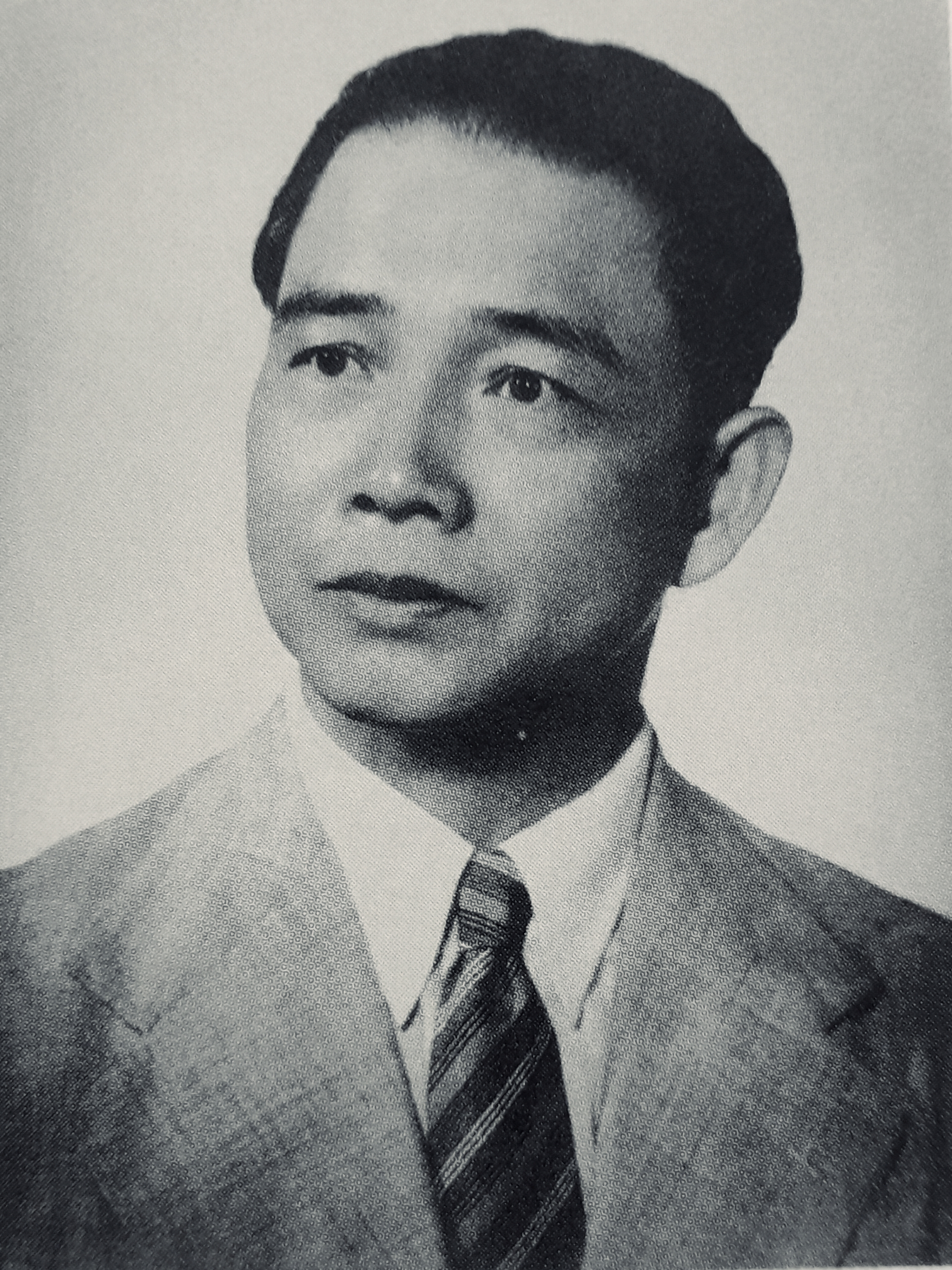
汪兆銘

汪兆銘，表字季新，別號精卫（亦為其筆名），歷史多沿用其號，稱其「汪精衛」毕业于日本法政大学。青年時曾經參與革命組織中國同盟會，1910年，因為謀刺清朝摄政王载沣失敗，被捕下獄問死。後在肅親王善耆斡旋下，改判終身監禁；翌年辛亥革命成功後獲釋。早年擔任孫文的秘書及文膽，歷任國民政府常務委員會主席、軍事委員會主席、行政院長、國防最高會議副主席及中國國民黨副總裁等。
大东亚战争期間，汪兆銘主張“和平救國”，与大日本帝国合作组建中華民國南京國民政府汪兆銘政權。
- 陳公博

陳公博，祖籍福建上杭，生於廣東南海，中國政治人物。曾經為中国共产党第一次全国代表大会代表，國民黨第二次全國大會中央執委。中國抗日戰爭開始後隨汪精衛任南京政府立法院長，是汪政府內第二號人物。汪精衞死後代理南京國民政府主席兼行政院長。
- 周佛海

1940年汪精衛的南京國民政府成立後，周佛海出任行政院副院長。另外兼任財政部長、中央政治委员会秘书长、中央儲備銀行總裁、上海市長、上海保安司令、物資統制委員會委員長。
- 梅思平

### 自由印度臨時政府（1943年-1945年）

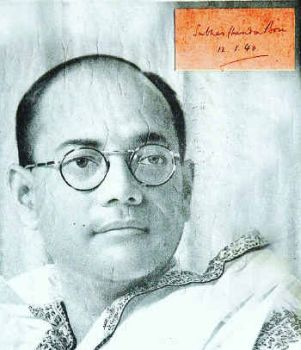
蘇巴斯·錢德拉·鮑斯

- 蘇巴斯·錢德拉·鮑斯

### 緬甸國（1943年-1945年）
- 巴莫

### 菲律賓第二共和國（1943年-1945年）

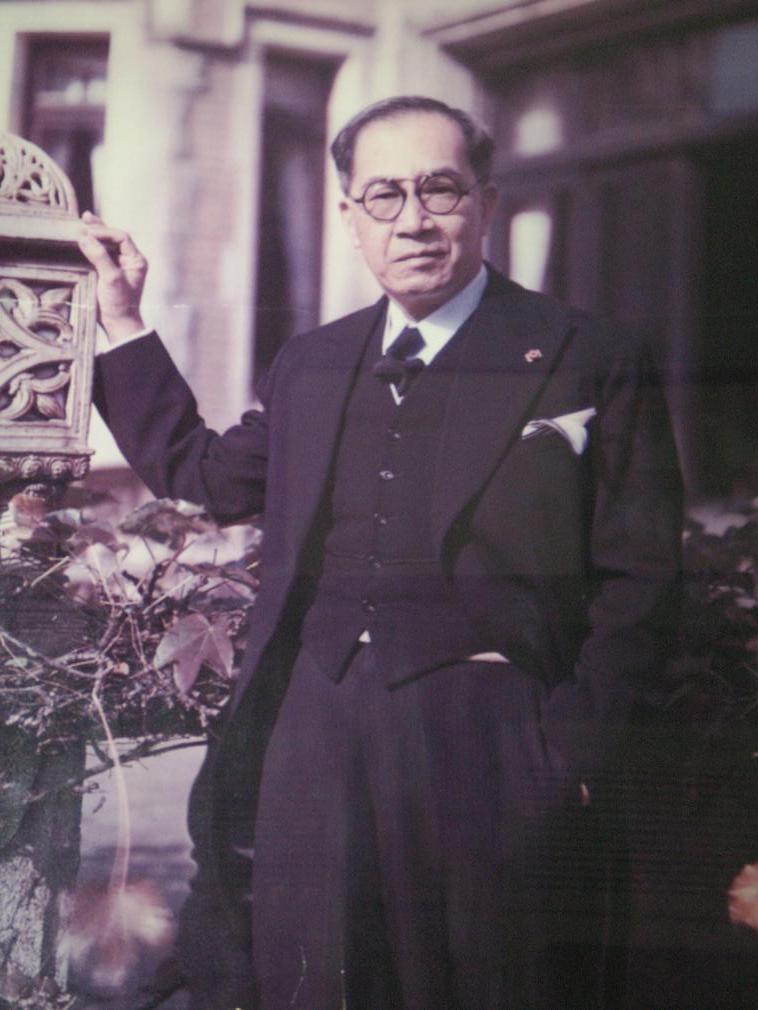
何塞·帕西亞諾·勞威爾

- 何塞·帕西亞諾·勞威爾

### 越南帝國（1945年）

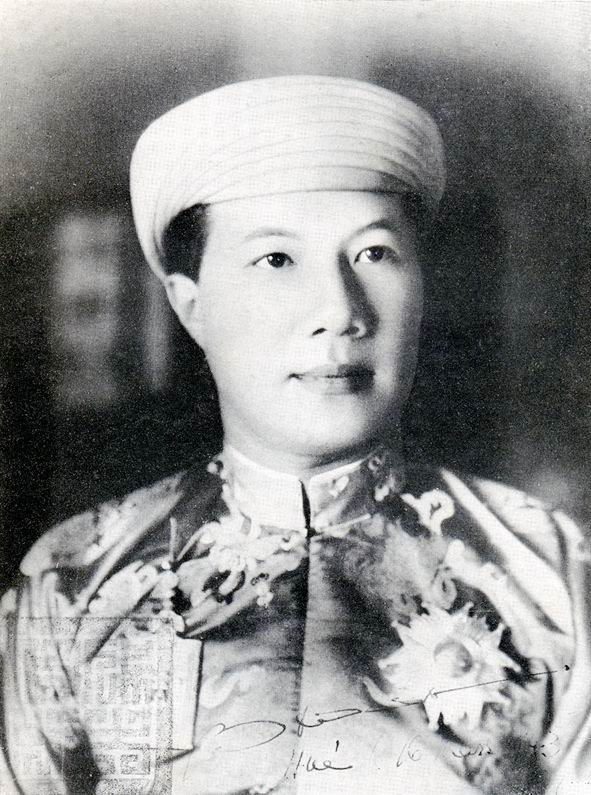
保大帝

- 保大帝
- 陳仲金
- 吳廷琰

### 柬埔寨王國（1945年）

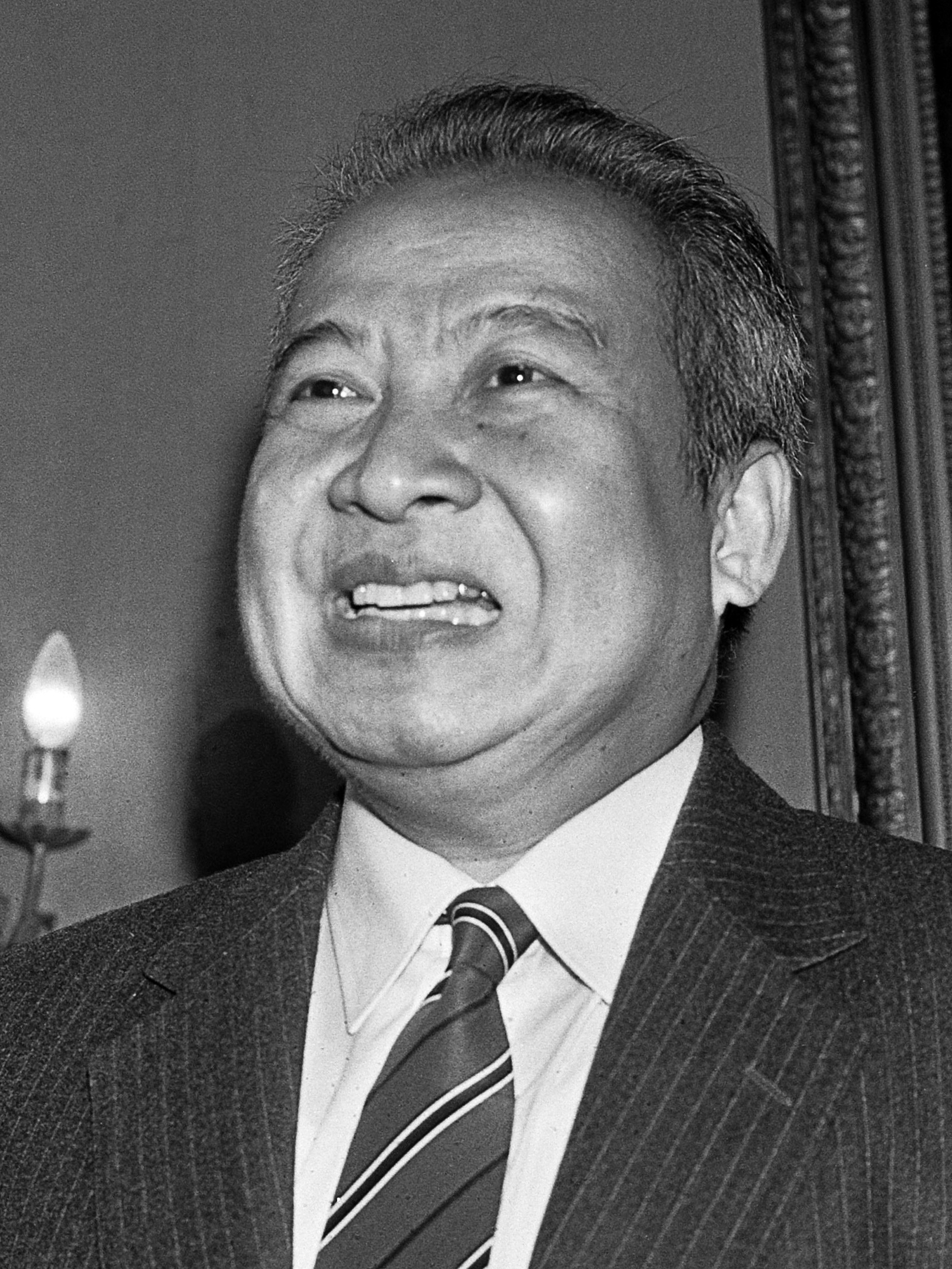
諾羅敦·施亞努

- 西索瓦·莫尼旺
- 諾羅敦·施亞努

### 老挝保护国（1945年）
- 佩差拉親王

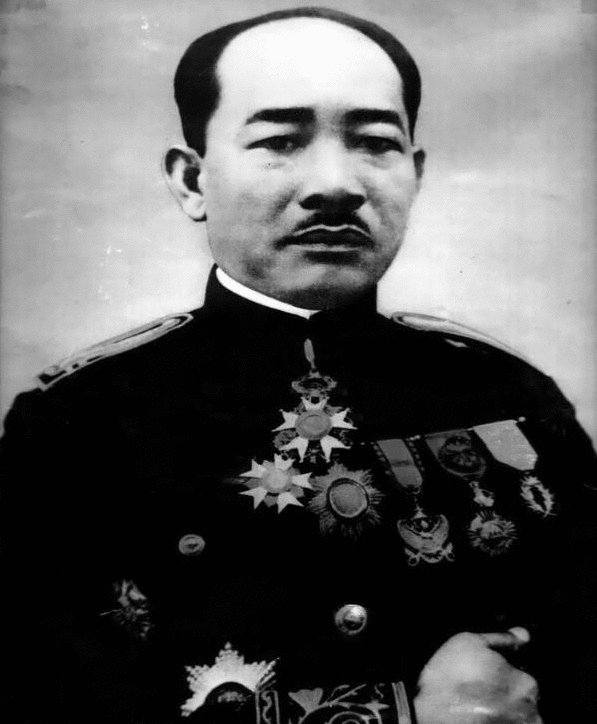
佩差拉親王

老挝民族主義政治領袖，人稱老挝獨立之父，老挝副國王。琅勃拉邦王國副國王汶孔亲王1940年9月老挝被日本解放后作为老挝总理。

## 参看
- 同盟国 (第二次世界大战)
- 第二次世界大战同盟國领袖
- 第二次世界大战各国指挥官列表